# Liste der Biografien/Fors
Liste der Biografien |
Portal Biografien |
Personensuche
# |
A |
B |
C |
D |
E |
F |
G |
H |
I |
J |
K |
L |
M |
N |
O |
P |
Q |
R |
S |
T |
U |
V |
W |
X |
Y |
Z |
?
 
Fa |
Fe |
Ff |
Fh |
Fi |
Fj |
Fk |
Fl |
Fm |
Fn |
Fo |
Fr |
Ft |
Fu |
Fy
 
Foa |
Fob |
Foc |
Fod |
Foe |
Fof |
Fog |
Foh |
Foi |
Foj |
Fok |
Fol |
Fom |
Fon |
Foo |
Fop |
For |
Fos |
Fot |
Fou |
Fov |
Fow |
Fox |
Foy |
Foz
 
Fora |
Forb |
Forc |
Ford |
Fore |
Forf |
Forg |
Fori |
Forj |
Fork |
Forl |
Form |
Forn |
Foro |
Forq |
Forr |
Fors |
Fort |
Foru |
Forw |
Fory |
Forz
Die Liste der Biografien führt alle Personen auf, die in der deutschsprachigen Wikipedia einen Artikel haben. Dieses ist eine Teilliste mit 548 Einträgen von Personen, deren Namen mit den Buchstaben „Fors“ beginnt.

## Fors
- Fors, Camilla (* 1969), schwedische Fußballspielerin

### Forsa
- Forså, Marie (* 1956), schwedische Schauspielerin
- Forsander, Johan (* 1978), schwedischer Eishockeyspieler

### Forsb
- Forsbach, Ralf (* 1965), deutscher Historiker und Medizinhistoriker
- Forsbacka Karlsson, Jakob (* 1996), schwedischer Eishockeyspieler
- Forsberg Junior, Henrik (* 1990), schwedischer Biathlet
- Forsberg, Anton (* 1992), schwedischer Eishockeytorwart
- Forsberg, Börje (1944–2017), schwedischer Labelbesitzer, Schlagzeuger und Musikproduzent
- Forsberg, Chuck (1944–2015), US-amerikanischer Informatiker
- Forsberg, Crille (* 1966), schwedischer Kameramann
- Forsberg, Emelie (* 1986), schwedische Athletin
- Forsberg, Emil (* 1991), schwedischer FußballspielerEmil Forsberg (* 1991)

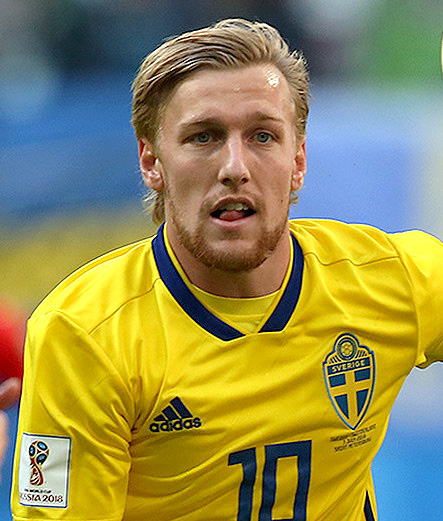
Emil Forsberg (* 1991)

- Forsberg, Eric (* 1959), US-amerikanischer Filmregisseur und Drehbuchautor
- Forsberg, Filip (* 1994), schwedischer Eishockeyspieler
- Forsberg, Fredrik, deutscher Rock-Musiker, Songwriter und Produzent
- Forsberg, Henrik (* 1967), schwedischer Skilangläufer und Biathlet
- Forsberg, Johanna (* 1995), schwedische Handballspielerin
- Forsberg, Karl-Erik (1914–1995), schwedischer Schriftentwerfer, Typograf und Buchgestalter
- Forsberg, Kristian (* 1986), norwegischer Eishockeyspieler
- Forsberg, Leif (* 1963), schwedischer Fußballspieler
- Forsberg, Linda (* 1985), schwedische Fußballspielerin
- Forsberg, Magdalena (* 1967), schwedische BiathletinMagdalena Forsberg (* 1967)

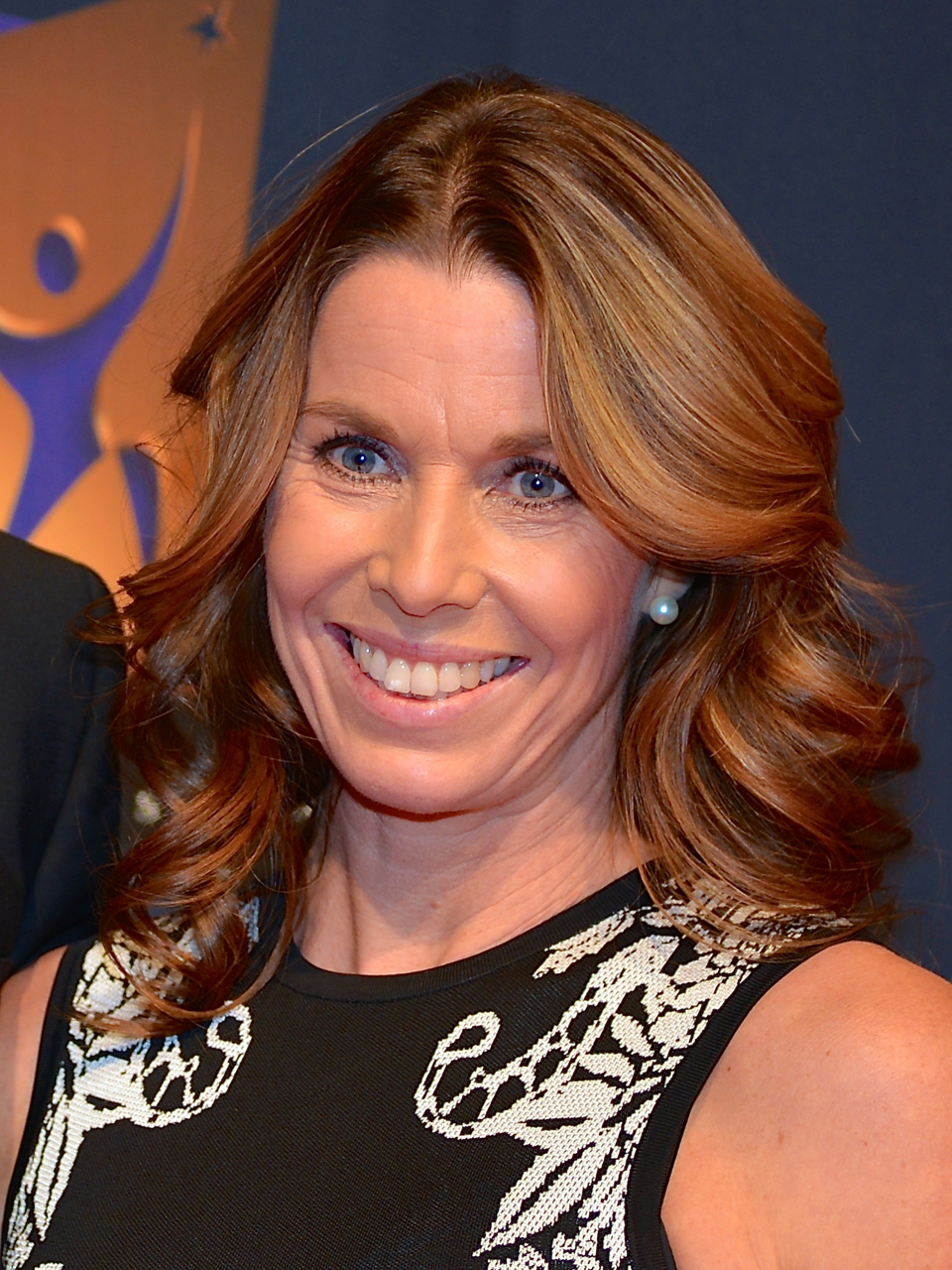
Magdalena Forsberg (* 1967)

- Forsberg, Marta (* 1989), schwedische Improvisationsmusikerin (Geige, Elektronik, Komposition) und Klangkünstlerin
- Forsberg, Millie (* 1987), deutsche DJ und Synchronsprecherin
- Forsberg, Nick (* 1985), deutscher Synchronsprecher, Musiker, Texter und DJ
- Forsberg, Niklas (* 1994), schwedischer Biathlet
- Forsberg, Peter (* 1973), schwedischer Eishockeyspieler
- Forsberg, Randall (1943–2007), US-amerikanische Abrüstungsexpertin und Friedensaktivistin
- Forsberg, Sara (* 1994), finnische Sängerin, Songwriterin, YouTuberin und Fernsehmoderatorin
- Forsberg, Torben (* 1964), dänischer Kameramann
- Forsberg, Vera (1919–2010), schwedische Schriftstellerin
- Forsblom, Anders Ruben (1931–2023), finnischer Radrennfahrer
- Forsboom, Joseph Anton Franz Maria (1794–1839), deutscher Kaufmann und Politiker, Mitglied des Gesetzgebenden Körpers der Freien Stadt Frankfurt
- Forsboom, Joseph Anton Wolfgang (1817–1871), deutscher Politiker, Mitglied des Gesetzgebenden Körpers der Freien Stadt Frankfurt und Senator

### Forsc
- Försch, Christian (* 1968), deutscher Übersetzer und Schriftsteller
- Försch, Ferdinand (* 1951), deutscher Musiker, Komponist, Klangkünstler und Instrumentenbauer
- Forsch, Florian, deutscher Filmregisseur und Drehbuchautor
- Forsch, Olga Dmitrijewna (1873–1961), russische Schriftstellerin und Kommunistin
- Forsch, Robert (1870–1948), russisch-deutscher Schauspieler
- Forschbach, Edgar (1938–2003), deutscher Journalist
- Forschbach, Edmund (1903–1988), deutscher Politiker (DNVP), MdR, MdL, Chef des Bundespresseamtes
- Forschelet, Gérald (* 1981), tahitisch-französischer Fußballspieler
- Forschew, Dmitri Leonidowitsch (* 1976), russischer Sprinter
- Forschewa, Olesja Alexandrowna (* 1979), russische Sprinterin (400 m)
- Försching, Hans (1930–2016), deutscher Ingenieur und Hochschullehrer
- Förschler, Erwin (1913–1984), deutscher Fußballspieler
- Förschner, Franz (1939–2023), deutscher Bibliothekar und Philosoph
- Förschner, Gerhard (* 1955), deutscher Fußballspieler
- Förschner, Gisela (1929–2021), deutsche Numismatikerin
- Forschner, Heinrich der Ältere (1853–1928), deutscher Maler
- Forschner, Heinrich der Jüngere (1880–1959), deutscher Prähistoriker
- Forschner, Maximilian (* 1943), deutscher Philosoph
- Förschner, Otto (1902–1946), deutscher Kommandant des KZ Dora-MittelbauOtto Förschner (1902–1946)

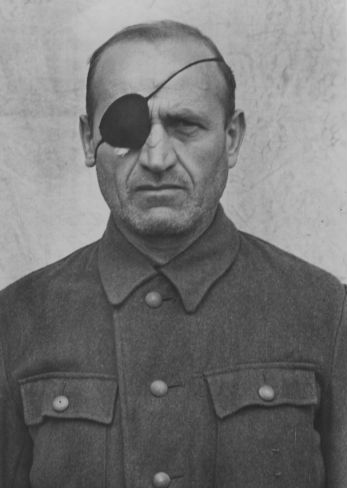
Otto Förschner (1902–1946)

### Forse
- Forselius, Bengt Gottfried († 1688), schwedischer Pädagoge
- Forselius, Emil (1974–2010), schwedischer Schauspieler
- Forsell Schefvert, Olle (* 1993), schwedischer Handballspieler
- Forsell, Petteri (* 1990), finnischer Fußballspieler
- Forseth, Einar (1892–1988), schwedischer Künstler
- Forsett, Justin (* 1985), US-amerikanischer American-Football-Spieler
- Forsett, Theo, US-amerikanischer Schauspieler
- Forsey, Keith (* 1948), englischer Musikproduzent, Autor und Schlagzeuger
- Forsey, Norman (* 1963), neuseeländischer Schauspieler

### Forsg
- Forsgren, Erik (* 1987), schwedischer Biathlet

### Forsh
- Forshall, Josiah (1795–1863), britischer Bibliothekar und Paläograph
- Forshaw, Adam (* 1991), englischer Fußballspieler
- Forshaw, Dick (1895–1963), englischer Fußballspieler
- Forshaw, Joseph (1881–1964), US-amerikanischer Marathonläufer
- Forshaw, Joseph Michael (* 1939), australischer Biologe, Ornithologe und Autor

### Forsi
- Forsius, Aron Sigfrid (1569–1624), finnischer Astronom und Priester

### Forsl
- Forsling, Anders (* 2002), thailändisch-schwedischer Fußballspieler
- Forsling, Gustav (* 1996), schwedischer Eishockeyspieler
- Forsling, Ivar (* 1997), schwedischer Schauspieler
- Forslund, Bengt (* 1932), schwedischer Filmproduzent und Drehbuchautor
- Forslund, Daniel (* 1973), schwedischer Squashspieler
- Forslund, Gus (1906–1962), schwedischer Eishockeyspieler
- Forslund, Michael (* 1986), schwedischer Freestyle-Skier
- Forslund, Tomas (* 1968), schwedischer Eishockeyspieler

### Forsm
- Forsman, Ina (* 1994), finnische Sängerin und Songwriterin
- Forsman, Juho, finnischer Skispringer
- Forsmann, Franz Gustav (1795–1878), deutscher Architekt und Baumeister
- Forsmann, Helene (1859–1908), österreichische Frauenrechtlerin und Chorgründerin
- Forsmark, Göran (1955–2020), schwedischer Schauspieler

### Forso
- Forson, Amankwah (* 2002), ghanaischer Fußballspieler
- Forson, Richmond (* 1980), togoisch-französischer Fußballspieler

### Forss
- Forss, Iikka (* 1976), finnischer Schauspieler
- Forss, Marcus (* 1999), finnischer Fußballspieler
- Forssander, Bo (* 1942), schwedischer Hürdenläufer und Sprinter
- Forssell, Carl (1917–2005), schwedischer Degenfechter
- Forssell, Erik (* 1982), schwedischer Eishockeyspieler
- Forssell, Johan (* 1979), schwedischer Politiker (Moderata samlingspartiet), Reichstagsmitglied, Minister für internationale Entwicklungszusammenarbeit und AußenhandelJohan Forssell (* 1979)

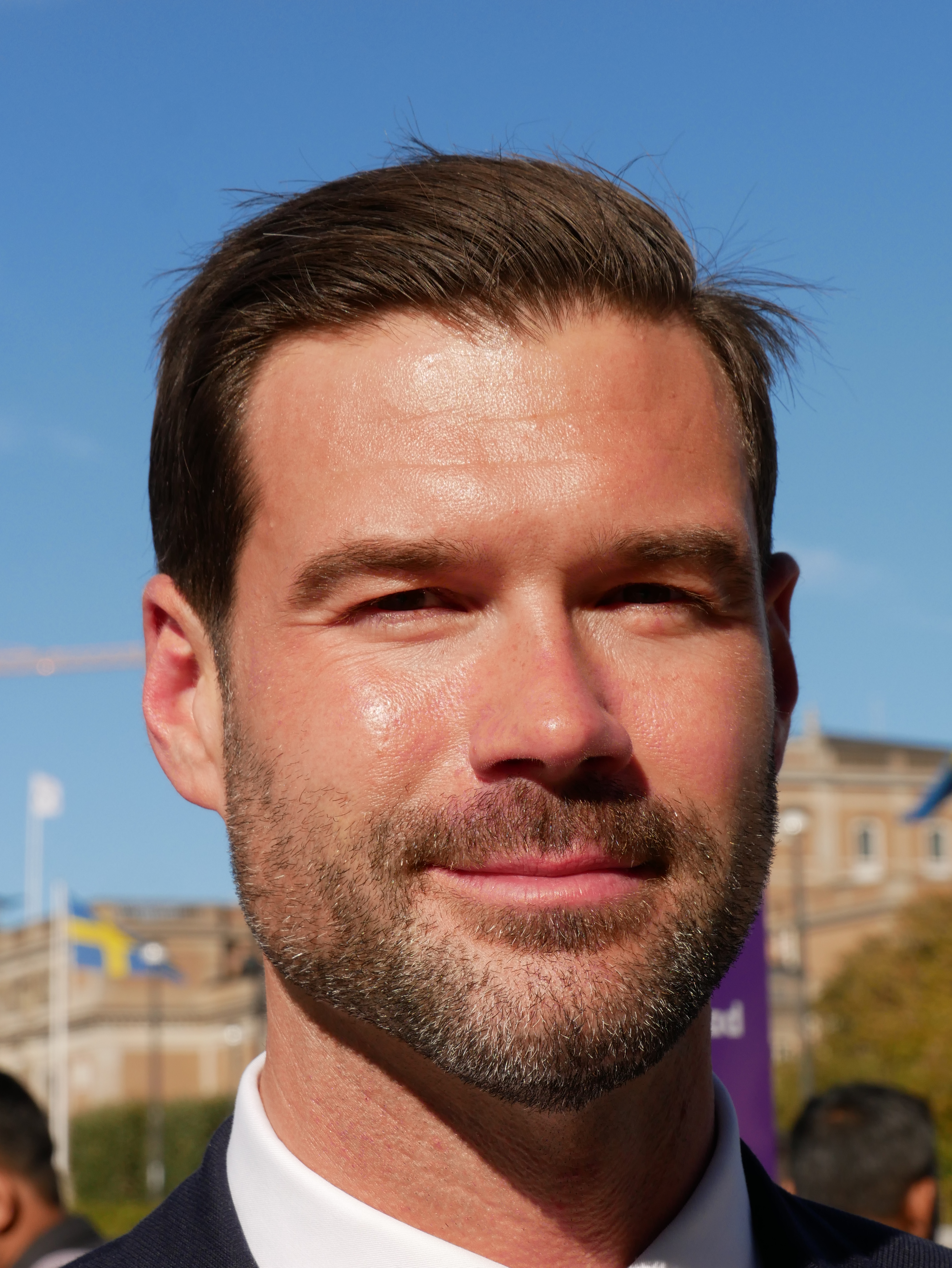
Johan Forssell (* 1979)

- Forssell, Lars (1928–2007), schwedischer Autor und Kabarettist
- Forssell, Mikael (* 1981), finnischer FußballspielerMikael Forssell (* 1981)

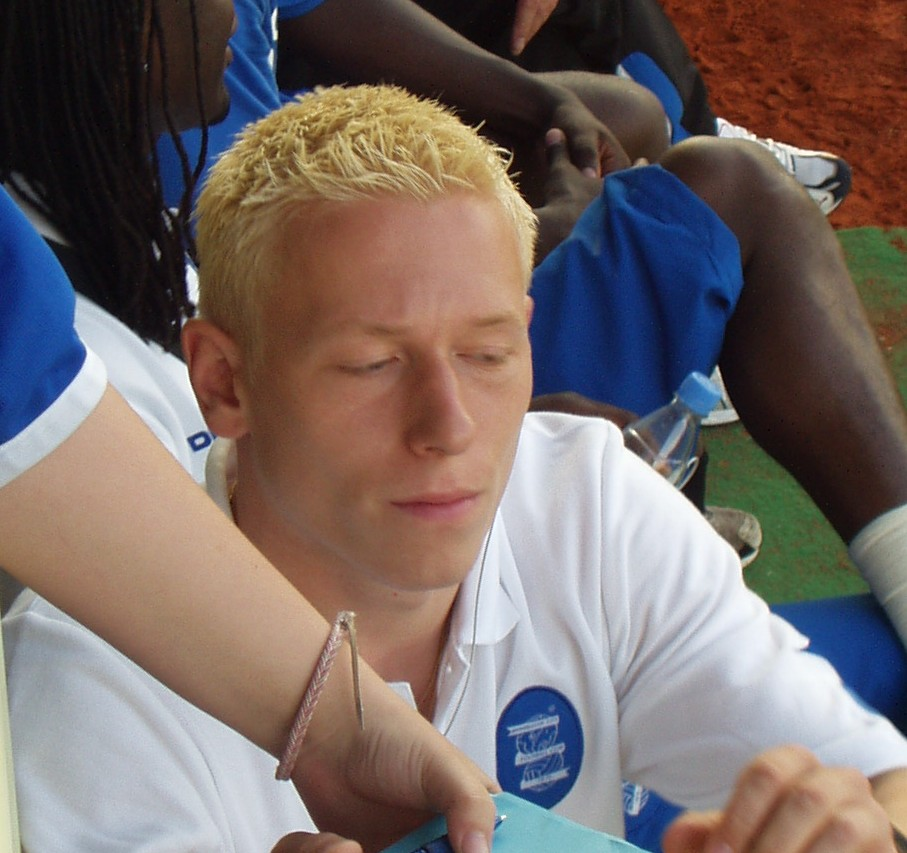
Mikael Forssell (* 1981)

- Forssell, Victor (1846–1931), schwedischer Landschafts-, Tier- und Genremaler
- Forsskål, Peter (1732–1763), finnischer Naturkundler und Orientalist
- Forsslund, Karl-Erik (1872–1941), schwedischer Schriftsteller, Dichter, Politiker und Pädagoge
- Forssman, Bernhard (* 1934), deutscher Sprachwissenschaftler
- Forssman, Erik (1915–2011), schwedischer Kunsthistoriker
- Forssman, Friedrich (* 1965), deutscher Buchgestalter, Typograf, Gebrauchsgrafiker und Fachautor
- Forssman, Julius (1879–1952), deutsch-baltischer Germanist, Slawist und Skandinavist
- Forssman, Sven (1882–1919), schwedischer Turner
- Forssman, Villehad (1884–1944), schwedischer Flugzeugkonstrukteur
- Forßmann, Werner (1904–1979), deutscher Mediziner und Nobelpreisträger
- Forssmed, Jakob (* 1974), schwedischer Politiker (Kristdemokraterna), Minister für Soziales und öffentliche Gesundheit
- Forsström, Eino (1889–1961), finnischer Turner
- Forsström, Susanna (* 1995), finnische Skispringerin
- Forsström, Tua (* 1947), finnlandschwedische Schriftstellerin

### Forst
- Forst de Battaglia, Otto (1889–1965), österreichischer Historiker und Literaturkritiker
- Först, Albert (1926–2014), deutscher Geistlicher, Bischof von Dourados
- Forst, Emil (1877–1971), deutscher Landwirt und Politiker (SPD), MdL
- Forst, Erwin (1908–1994), deutscher Politiker (SPD), MdA
- Forst, Frank (* 1969), deutscher Musiker, Hochschullehrer in Weimar
- Forst, Georg (1771–1857), Amtmann Herzogtum Nassau
- Forst, Gisela (1935–2012), deutsche Vorsitzende Richterin a. D. am Bundespatentgericht
- Forst, Grete (1878–1942), österreichische Sopranistin
- Forst, Günther von der (1897–1982), deutscher Marineoffizier und Konteradmiral im Zweiten Weltkrieg
- Forst, Hermann (1858–1926), deutscher Historiker und Archivar
- Forst, Hermann von der (1892–1968), deutscher NSDAP-Kommunalpolitiker und Landrat
- Forst, Hugo Carl (1834–1887), preußischer Verwaltungsbeamter und Landrat
- Först, Irmgard (1915–2019), österreichische Schauspielerin
- Forst, Johann Hubert Anton (1756–1823), deutscher Porzellanmaler der Königlichen Porzellan-Manufaktur Berlin
- Forst, Johann von († 1452), deutscher Ordensgeistlicher (Benediktiner) und Abt
- Först, Johannes (* 1972), deutscher katholischer Theologe
- Forst, Justin (* 2003), österreichischer Fußballspieler
- Forst, Marion Francis (1910–2007), US-amerikanischer Geistlicher, Bischof des Bistums Dodge City und Weihbischof im Erzbistum Kansas City in Kansas
- Forst, Michel, französischer Menschenrechtsaktivist
- Forst, Rainer (* 1964), deutscher Politologe und Philosoph
- Forst, Rita (* 1960), deutsche Handballspielerin
- Forst, Rolf-Rüdiger (* 1946), deutscher Politiker (CDU), MdHB
- Forst, Victor Johann von der (1863–1901), deutscher Maler der Düsseldorfer Schule
- Forst, Werner (1892–1971), deutscher Generalleutnant im Zweiten Weltkrieg
- Forst, Willi (1903–1980), österreichischer Schauspieler, Drehbuchautor, Regisseur, Produzent und SängerWilli Forst (1903–1980)

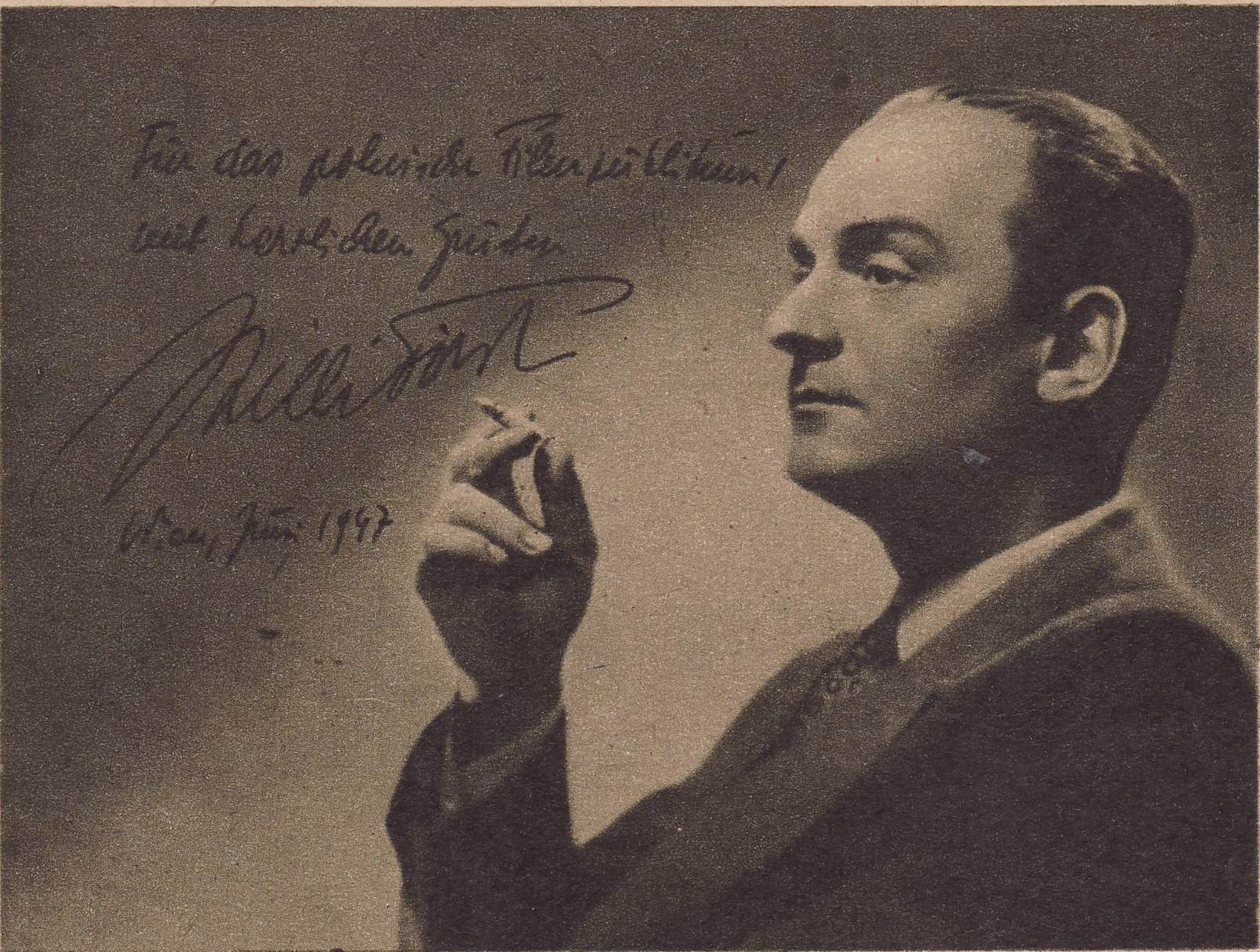
Willi Forst (1903–1980)

#### Forsta
- Forstadius, Anna-Carin (* 1983), schwedische Squashspielerin
- Forstall, Scott (* 1969), US-amerikanischer Manager und Informatiker

#### Forstb
- Forstbauer, Jan (* 1992), deutscher Handballspieler

#### Forste
- Förste, Erich (1892–1963), deutscher Admiral im Zweiten Weltkrieg
- Förste, Joachim (* 1934), deutscher Hochschullehrer und Politiker (SPD)

##### Forstel
- Förstel, Gertrud (1880–1950), deutsche Opernsängerin (Sopran) und Gesangspädagogin
- Förstel, Karl (1928–2018), deutscher Altphilologe

##### Forstem
- Förstemann, Ernst (1822–1906), deutscher Archivar, Bibliothekar und Historiker
- Förstemann, Joseph (1841–1900), deutscher Bibliothekar und Archivar
- Förstemann, Karl Eduard (1804–1847), deutscher evangelischer Theologe, Bibliothekar und Reformationshistoriker
- Förstemann, Robert (* 1986), deutscher BahnradfahrerRobert Förstemann (* 1986)

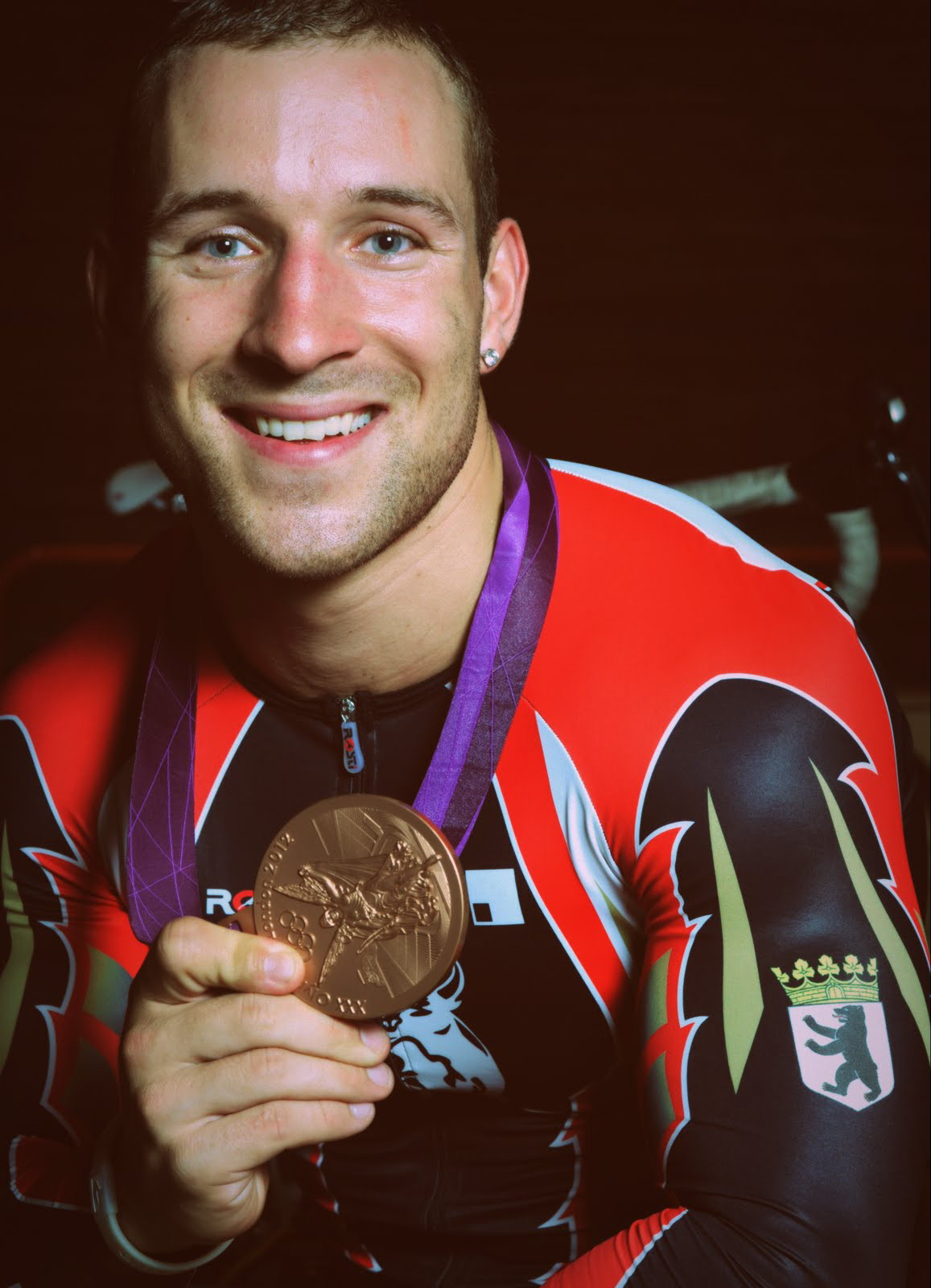
Robert Förstemann (* 1986)

- Förstemann, Wilhelm August (1791–1836), deutscher Mathematiker und Pädagoge

##### Forsten
- Forstén, Ann (1939–2002), finnische Paläontologin
- Forsten, Hedda (1897–1933), deutsche Stummfilm- und Theaterschauspielerin
- Forsten, Mikael (* 1969), finnischer Springreiter
- Forstenburg, Carl Anton Ferdinand von (1767–1794), preußischer Offizier
- Förstendorf, Heinz (1907–1988), deutscher Hockeyspieler
- Forstenhäusler, Yannick (* 1991), deutscher Tonmeister, Dialogbuchautor, Dialogregisseur und Synchronsprecher
- Forstenheim, Anna (1846–1889), österreichische Redakteurin und Schriftstellerin
- Forstenheim, Clara (1868–1925), österreichische Schriftstellerin
- Forstenzer, Gustav-Elias (1888–1970), deutscher jüdischer Jurist und Kaufmann (Braunschweig)

##### Forster

###### Forster C
- Forster Cooper, Clive (1880–1947), englischer Paläontologe

###### Forster Z
- Forster zu Philippsberg, Zdenko von (1860–1922), österreichischer Politiker

###### Forster, A
- Förster, Achim (* 1979), deutscher Rechtswissenschaftler
- Forster, Agnes († 1484), englische Ehefrau des Lord Mayor of London Stephen Foster
- Förster, Agnes (* 1976), deutsche Architektin und Stadtplanerin
- Förster, Alban (1849–1916), deutscher Komponist
- Förster, Albert (1832–1908), österreichisch-schlesischer Steinmetzunternehmer
- Förster, Albert (1888–1958), deutscher Arbeiterführer und Widerstandskämpfer gegen den Nationalsozialismus
- Forster, Albert (1902–1952), deutscher Politiker (NSDAP), MdR, Gauleiter der NSDAP und Reichsstatthalter in DanzigAlbert Forster (1902–1952)

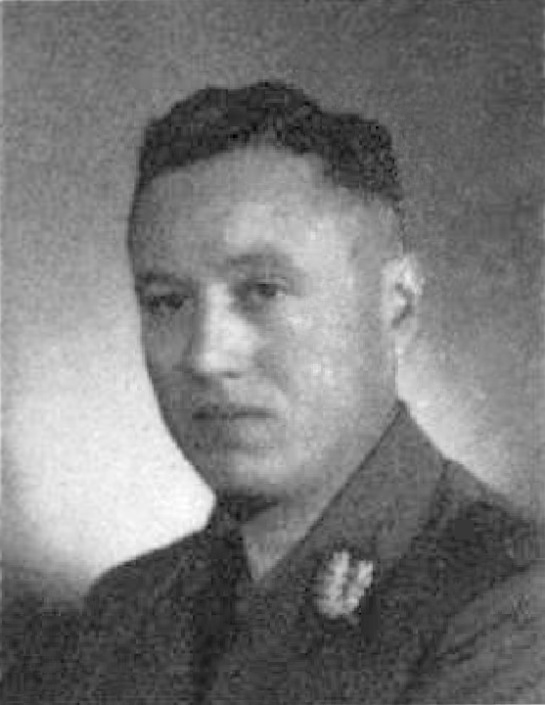
Albert Forster (1902–1952)

- Förster, Alfred (1937–2018), deutscher Ingenieur und Politiker (SPD), MdV, MdL
- Förster, André (* 1973), deutscher Verleger
- Förster, Andreas (* 1958), deutscher Journalist und Autor
- Förster, Andreas (* 1964), deutscher Puppenspieler
- Förster, Anja (* 1966), deutsche Sach- und Fachbuchautorin, Unternehmerin und Vortragsrednerin
- Förster, Anna (* 1979), deutsche Informatikerin und Hochschullehrerin
- Forster, Anna-Lena (* 1995), deutsche Monoskibobfahrerin
- Förster, Arthur Fedor (1866–1939), deutscher Maler
- Förster, August (1822–1865), deutscher Mediziner und Pathologe
- Förster, August (1828–1889), deutscher Schauspieler
- Förster, August (1829–1897), deutscher Klavierbauer und Unternehmer
- Förster, August Wilhelm (1790–1826), Professor der Rechte an der Universität Breslau; erster Doktor der juristischen Fakultät in Breslau
- Förster, Auguste (1848–1926), deutsche Pädagogin und Frauenrechtlerin
- Förster, Augustin (1895–1963), deutscher Rechtsmediziner und Hochschullehrer

###### Forster, B
- Forster, Balduin (1920–1999), deutscher Rechtsmediziner
- Forster, Beat (* 1983), Schweizer Eishockeyspieler
- Förster, Benjamin (* 1989), deutscher Fußballspieler
- Förster, Bernd (* 1956), deutscher Fußballspieler
- Förster, Bernhard (1840–1904), deutscher Bergbauingenieur und sächsischer Ministerialbeamter
- Förster, Bernhard (1843–1889), deutscher Gymnasiallehrer und antisemitischer AgitatorBernhard Förster (1843–1889)

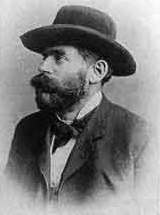
Bernhard Förster (1843–1889)

- Förster, Berthold Paul (1851–1925), deutscher Landschaftsmaler
- Förster, Betty (* 1988), deutsche Theaterschauspielerin, Hörspielsprecherin und Synchronsprecherin
- Förster, Birte (* 1973), deutsche Historikerin und Hochschullehrerin
- Forster, Brian (* 1960), amerikanischer Kinderdarsteller und Schauspieler
- Förster, Bruno (1907–1997), deutscher Organist, Landesposaunenwart in Mecklenburg

###### Forster, C
- Förster, Carl Adalbert (1853–1925), deutscher Textilfabrikant und Politiker, MdR
- Förster, Carl Christian (1618–1695), hochfürstlich-sachsen-naumburgischer Oberamtmann der Ämter Schleusingen, Suhl, Kühndorf und Benshausen
- Forster, Carl Ludwig (1788–1877), deutscher Kattunfabrikant
- Forster, Carl-Peter (* 1954), deutscher Automobilmanager
- Forster, Charles (1787–1871), irischer Geistlicher und Schriftsteller
- Förster, Christian (1825–1902), deutscher Maler, Grafiker und Karikaturist
- Förster, Christian Gottlieb († 1801), deutscher Lebensmittelhändler, Gastwirt und Fabrikant
- Förster, Christoph (1693–1745), deutscher Komponist des Spätbarock
- Förster, Christoph (1933–2009), deutscher Mediziner
- Förster, Christoph (* 1986), deutscher Schauspieler
- Förster, Christopher (* 1986), deutscher Politiker (CDU)Christopher Förster (* 1986)

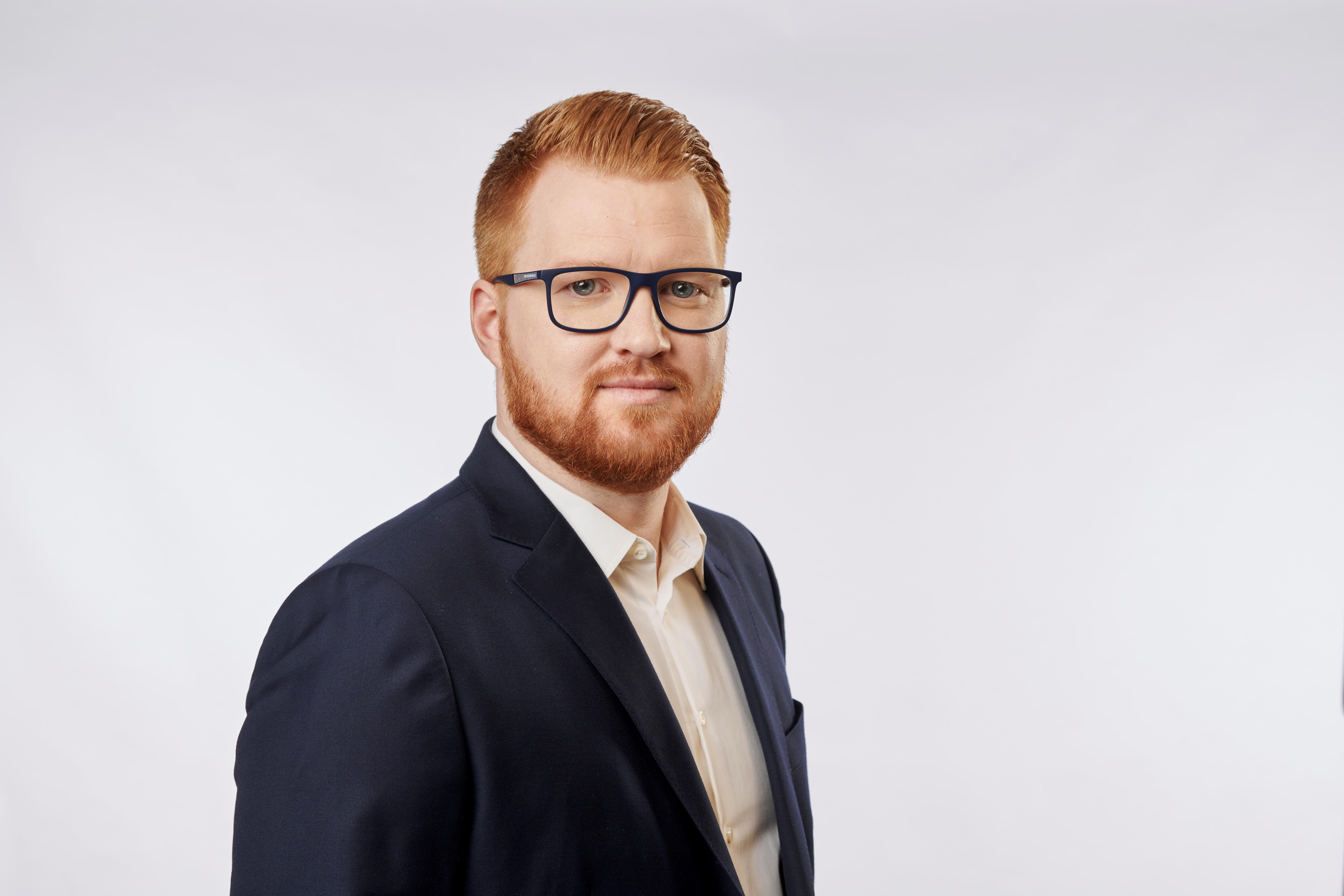
Christopher Förster (* 1986)

- Forster, Cornelia (1906–1990), Schweizer Künstlerin und Kunsthandwerkerin.

###### Forster, D
- Forster, Dieter (* 1942), deutscher Tischtennisspieler

###### Forster, E
- Forster, E. M. (1879–1970), britischer SchriftstellerE. M. Forster (1879–1970)

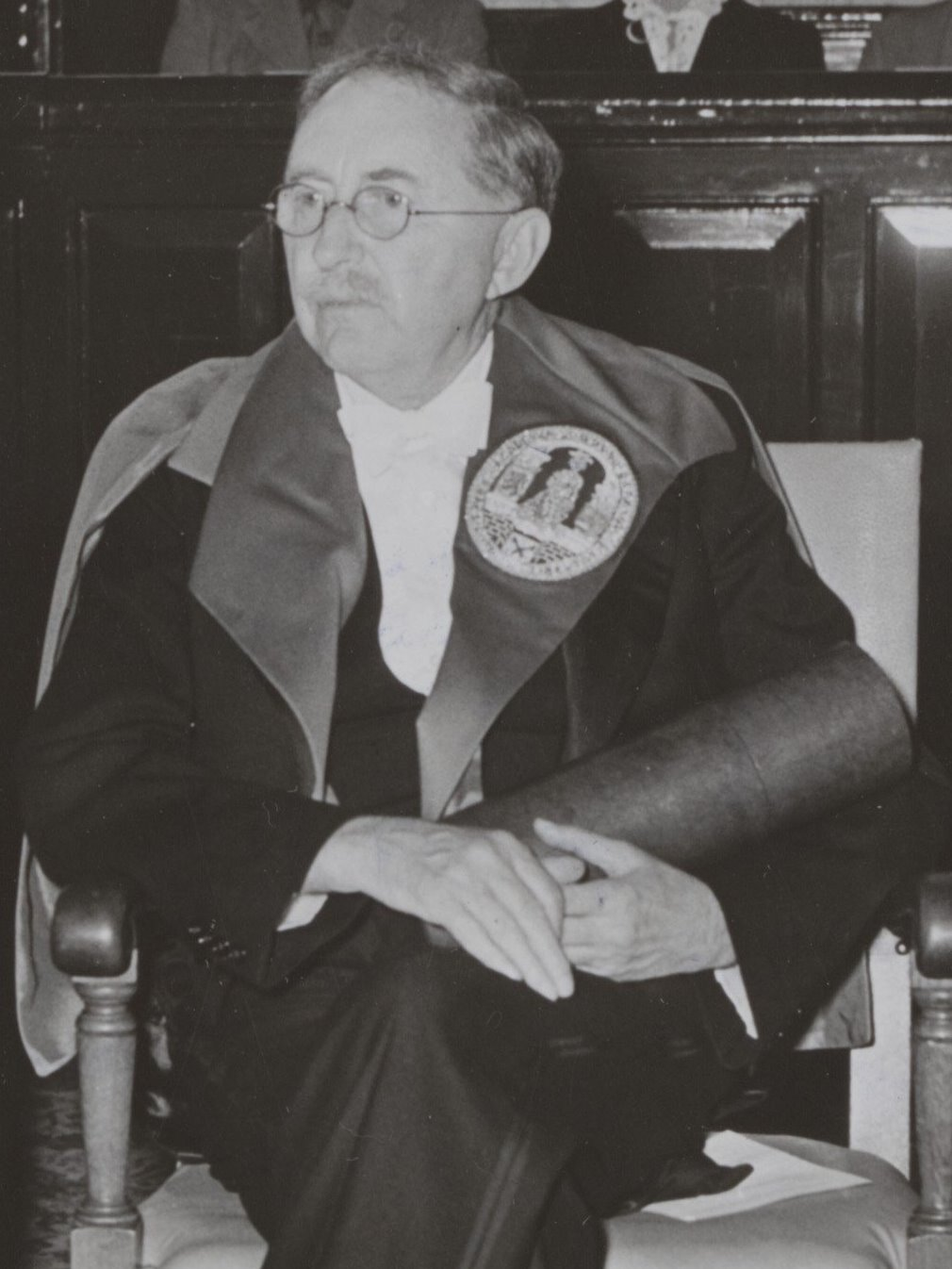
E. M. Forster (1879–1970)

- Förster, Eckart (1920–1999), deutscher Kinder- und Jugendpsychiater und Medizinalbeamter
- Förster, Eckart (* 1952), deutscher Philosoph und Hochschullehrer
- Forster, Edeltraud (1922–2019), deutsche Benediktinerin, Äbtissin von Rupertsberg und Eibingen
- Forster, Edgar (* 1944), deutscher Unternehmer, Autor und Politiker (SPD)
- Forster, Edmund (1878–1933), deutscher Psychiater
- Forster, Eduard (1811–1872), deutscher Politiker und Kaufmann
- Förster, Eduard (1909–1990), deutscher Fußballspieler
- Forster, Edward Francis Bani (1917–1990), gambischer Mediziner
- Forster, Edward Morgan Llewellyn (1847–1880), britischer Architekt
- Förster, Emanuel Aloys (1748–1823), österreichischer Komponist und Musikpädagoge
- Förster, Emil (1866–1940), Oberpostdirektor in Zoppot und Senator in Danzig
- Förster, Emil von (1838–1909), österreichischer Architekt des Historismus
- Förster, Ernst (1800–1885), deutscher Maler, Kunstschriftsteller und Dichter
- Forster, Erwin (* 1960), deutscher Eishockeyspieler
- Förster, Evelin (* 1955), deutsche Chanson-Interpretin und Autorin

###### Forster, F
- Förster, Felix (* 1984), deutscher Basketballspieler
- Forster, François (1790–1872), Kupferstecher
- Forster, Frank (1931–2006), deutscher Sänger, Schauspieler und Maler
- Förster, Frank (1937–2011), deutsch-sorbischer Historiker und Volkskundler
- Förster, Franz (1580–1648), Görlitzer Bürgermeister
- Förster, Franz (1819–1878), preußischer Rechtsgelehrter
- Forster, Franz (1896–1993), österreichischer Bildhauer
- Förster, Franz (1902–1985), deutscher Lehrer und Politiker (SPD), MdL
- Forster, Fraser (* 1988), englischer Fußballspieler
- Forster, Friedrich (1895–1958), deutscher Schriftsteller, Schauspieler und Dramaturg
- Förster, Friedrich (1908–1999), deutscher Physiker
- Förster, Friedrich Christoph (1791–1868), deutscher Historiker und Schriftsteller
- Forster, Frobenius (1709–1791), katholischer Philosoph, Historiker und Pädagoge

###### Forster, G
- Forster, Gela (1893–1957), deutsche Bildhauerin
- Forster, Georg († 1568), deutscher Komponist, Arzt und Musikherausgeber der Renaissance
- Forster, Georg (1754–1794), deutscher Naturforscher, Ethnologe, Reiseschriftsteller, Journalist, Essayist und Revolutionär in der Zeit der AufklärungGeorg Forster (1754–1794)

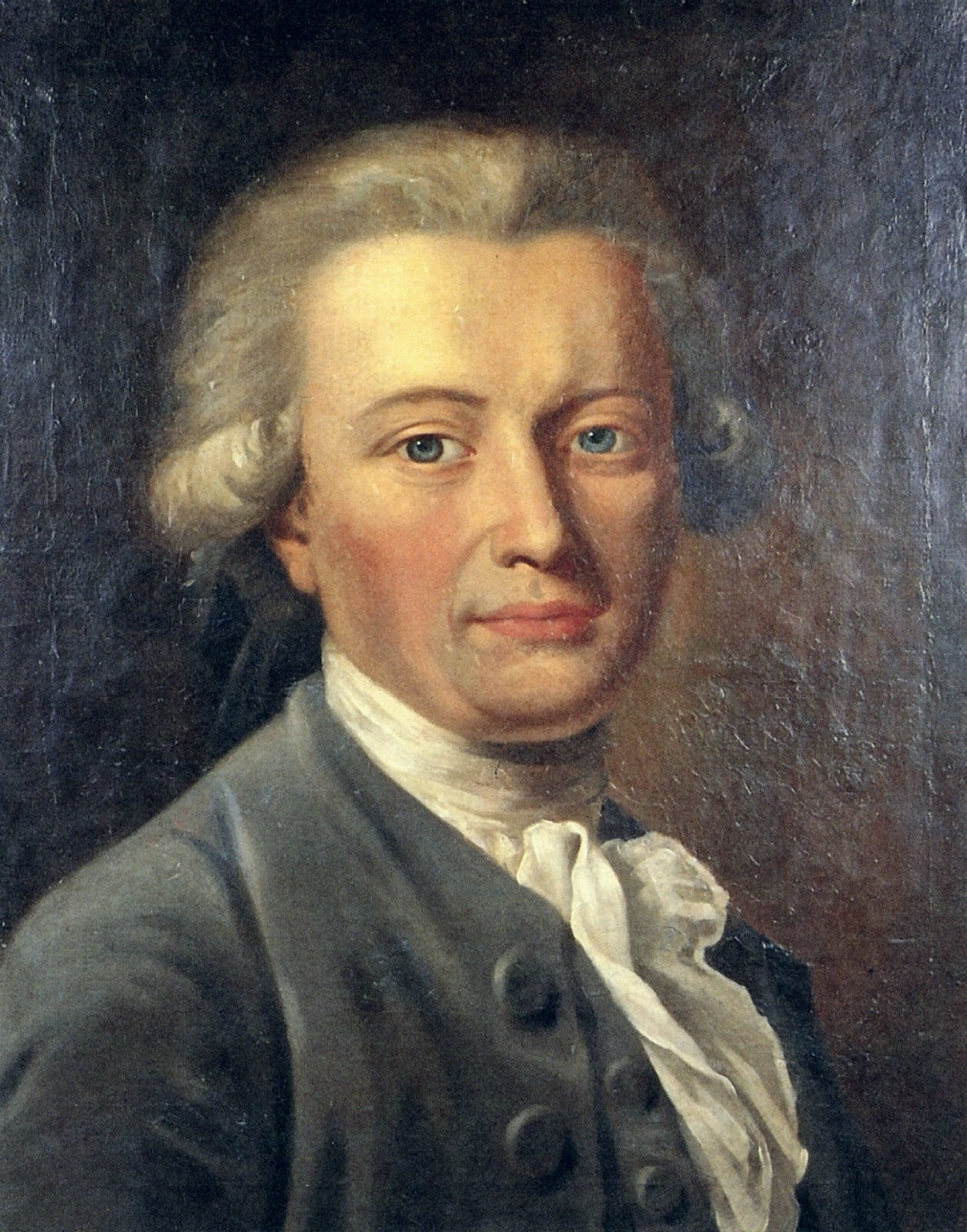
Georg Forster (1754–1794)

- Forster, Georg (1881–1945), Schweizer Schullehrer und Politiker
- Forster, George (1817–1896), deutsch-amerikanischer Kunstmaler
- Förster, Gerburg (* 1941), deutsche Kunsthistorikerin, Museologin und Publizistin
- Forster, Gerd (* 1935), deutscher Schriftsteller
- Förster, Gerhard (1920–1998), deutsch-schweizerischer Verleger, Holocaustleugner und Ingenieur
- Förster, Gerhard (1933–1983), deutscher Historiker
- Forster, Gisela (* 1946), deutsche Geistliche, Befürworterin der Frauenordination in der Katholischen Kirche
- Förster, Guido (* 1960), deutscher Wirtschaftswissenschaftler
- Förster, Gunda (* 1967), deutsche Künstlerin
- Förster, Günther (1917–1980), deutscher Verwaltungsjurist

###### Forster, H
- Forster, Hannah (1893–1966), gambische Unternehmerin und Politikerin
- Forster, Hannah, gambische Menschenrechtlerin
- Forster, Hannes (* 1955), deutscher Künstler
- Förster, Hans (1852–1892), deutscher Theaterschauspieler und -regisseur
- Förster, Hans (1885–1966), deutscher Grafiker, Zeichner und Schriftsteller
- Forster, Hans (1918–1996), Schweizer Journalist
- Forster, Hans (* 1956), deutscher Politiker (SPD), MdB
- Förster, Hans-Joachim (1929–2022), deutscher Bildhauer
- Förster, Hans-Joachim (* 1955), deutscher Fußballspieler
- Förster, Hans-Jürgen, Generalbundesanwalt beim Bundesgerichtshof
- Förster, Hans-Peter (* 1954), deutscher Autor
- Förster, Hansgeorg (1936–2018), deutscher Mineraloge und Hochschullehrer
- Förster, Heidrun (* 1951), deutsche Politikerin (SPD), MdL
- Forster, Heidy (1931–2023), schweizerisch-deutsche Schauspielerin
- Förster, Heiko Mathias (* 1966), deutscher DirigentHeiko Mathias Förster (* 1966)

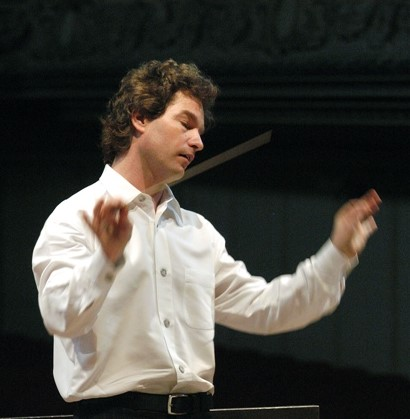
Heiko Mathias Förster (* 1966)

- Förster, Heimo (* 1964), deutscher Basketballtrainer
- Förster, Heinrich (1799–1881), deutscher Geistlicher, Bischof von Breslau (1853–1881)
- Forster, Heinrich (1897–1955), deutscher Schutzhaftlagerführer in Konzentrationslagern
- Förster, Heinrich von (1832–1889), österreichischer Architekt und Stadtbaumeister
- Förster, Heinz (* 1911), deutscher nationalsozialistischer Funktionär
- Forster, Helene von (1859–1923), deutsche Frauenrechtlerin und Schriftstellerin
- Förster, Helmut (1922–1993), deutscher Heimatforscher und Begründer des Heimatmuseums in Epfenbach
- Förster, Helmuth (1889–1965), deutscher General der Flieger im Zweiten Weltkrieg
- Forster, Henry (* 1966), deutscher Manager
- Forster, Henry, 1. Baron Forster (1866–1936), britischer Politiker, Mitglied des House of Commons, Generalgouverneur Australiens
- Forster, Hilde (1924–1991), österreichische Schriftstellerin
- Förster, Horst (1920–1986), deutscher Dirigent, Chorleiter, Geiger und Hochschullehrer
- Förster, Horst (* 1933), deutscher Dirigent und Hochschullehrer
- Förster, Horst (1940–2022), deutscher Geograph
- Förster, Horst (* 1942), deutscher Jurist und Politiker (AfD), MdL (Mecklenburg-Vorpommern)Horst Förster (* 1942)

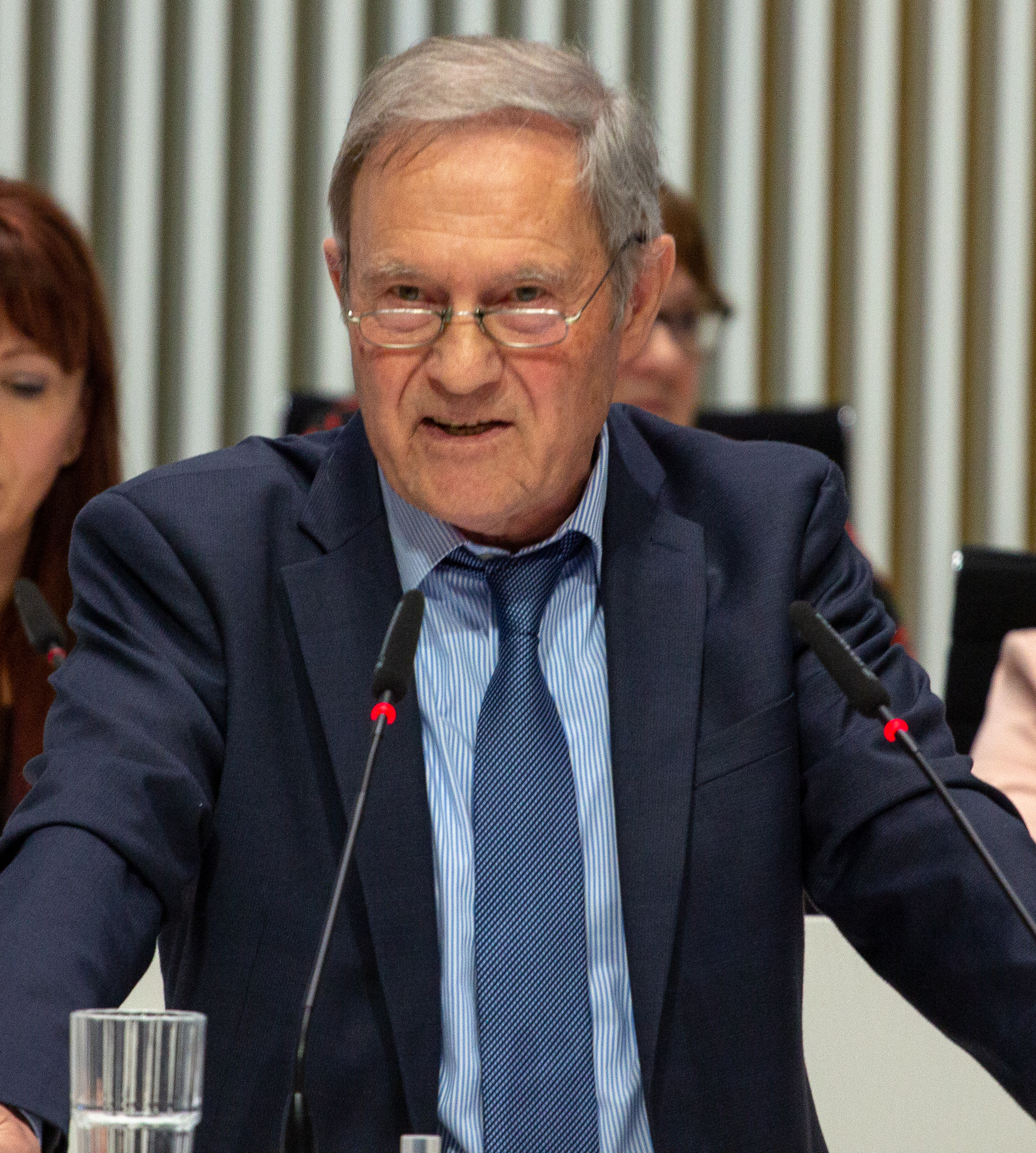
Horst Förster (* 1942)

- Förster, Horst (* 1943), deutscher Generalmajor der Bundeswehr
- Förster, Horst (* 1947), deutscher Fußballspieler
- Förster, Hubertus (1929–2020), deutscher Gold- und Silberschmied sowie bildender Künstler

###### Forster, I
- Förster, Ilse, deutsche Fußballspielerin
- Forster, Ilse (* 1922), deutsche SS-Aufseherin im KZ Bergen-Belsen
- Förster, Ingeborg (1920–2007), deutsche Politikerin (CDU), MdBB
- Forster, Isaac (1903–1984), senegalesischer Jurist

###### Forster, J
- Forster, Jan (* 1958), deutscher Zauberkünstler und Mentalist
- Förster, Jens (* 1965), deutscher Sozialpsychologe und Hochschullehrer
- Forster, Johann (1496–1556), deutscher lutherischer Theologe
- Forster, Johann (1833–1900), preußischer Landrat, Polizeipräsident und Oberverwaltungsgerichtsrat
- Förster, Johann Adam (1795–1890), deutscher Verleger und Politiker
- Förster, Johann Christian (* 1705), Architekt, Bauinspektor und Offizier
- Förster, Johann Georg (1818–1902), deutscher Orgelbauer
- Forster, Johann Georg von (1784–1851), Ministerialbeamter im Königreich Bayern
- Forster, Johann Reinhold (1729–1798), deutscher NaturwissenschaftlerJohann Reinhold Forster (1729–1798)

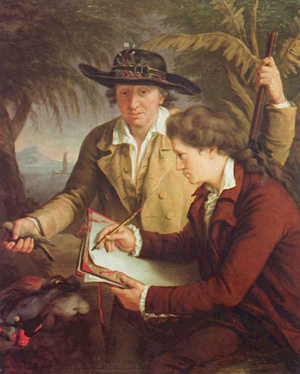
Johann Reinhold Forster (1729–1798)

- Förster, Johannes (1576–1613), deutscher lutherischer Theologe
- Forster, Johannes (* 1950), deutscher Pädiater und Hochschullehrer
- Forster, John (1812–1876), englischer Publizist, Historiker und Biograph
- Forster, John R. († 1977), gambischer Politiker
- Forster, Jordon (* 1993), schottischer Fußballspieler
- Förster, Jörg (* 1964), deutscher Kameramann
- Forster, Josef (1838–1917), österreichischer Komponist
- Forster, Josef (1844–1910), deutscher Hygieniker
- Forster, Josef (1876–1961), deutscher kommunistischer Gewerkschaftsfunktionär
- Forster, Joseph (1881–1947), deutscher Landrat im Landkreis Gemünden am Main
- Forster, Julius (* 1993), deutscher SchauspielerJulius Forster (* 1993)

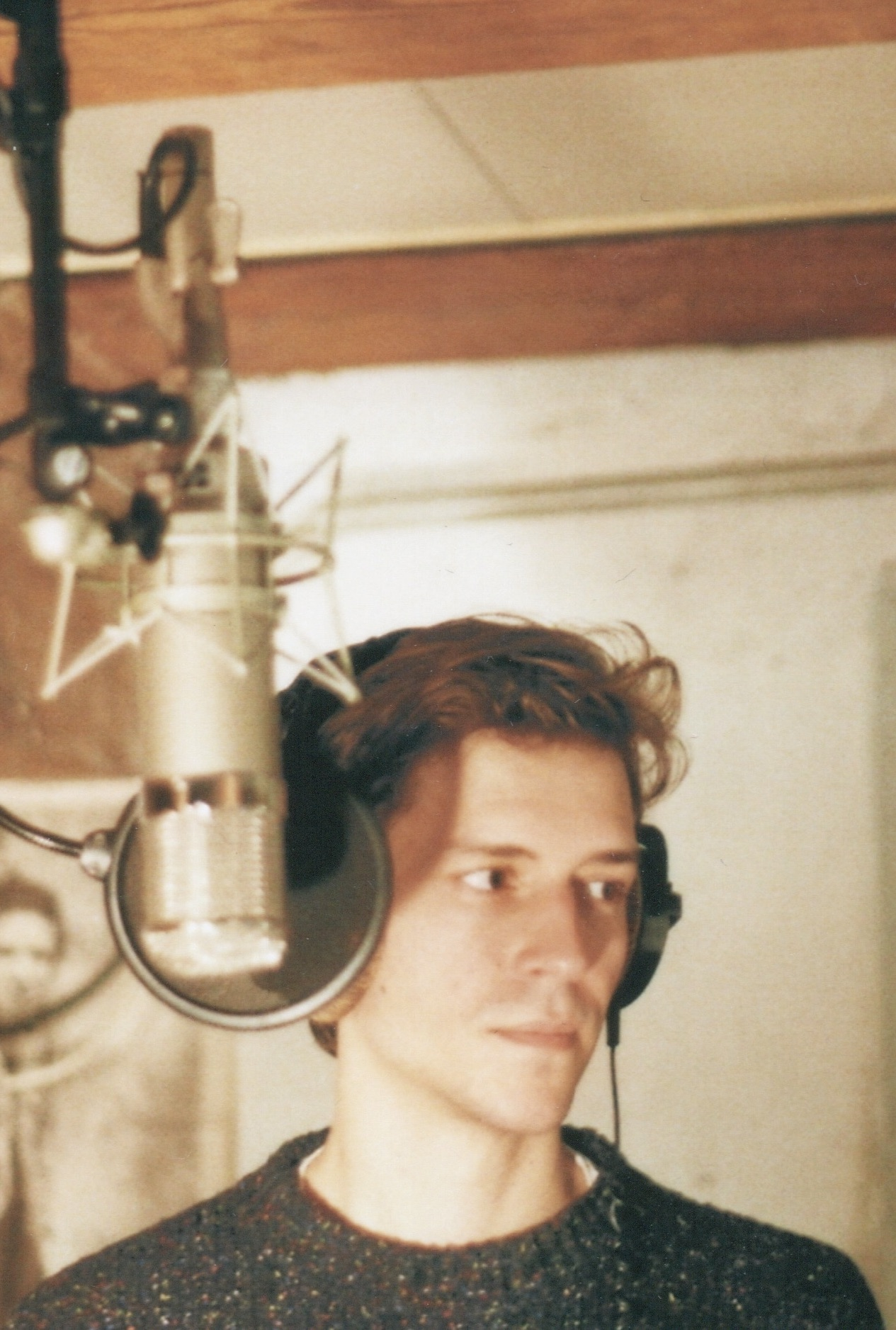
Julius Forster (* 1993)

- Förster, Jürgen (* 1940), deutscher Historiker
- Förster, Jürgen (1951–2018), deutscher Politiker, Landrat
- Förster, Jutta (* 1957), deutsche Juristin, Richterin am Bundesfinanzhof

###### Forster, K
- Förster, Karl (1609–1676), Görlitzer Bürgermeister und Richter
- Förster, Karl (1873–1931), deutscher Genealoge
- Förster, Karl (* 1898), deutscher Jurist und Hochschullehrer
- Forster, Karl (1904–1963), deutscher Komponist; Domkapellmeister Berlin
- Forster, Karl (1928–1981), deutscher römisch-katholischer Theologe
- Förster, Karl August (1784–1841), deutscher Dichter
- Förster, Karl Christoph (1751–1811), Pfarrer und Kirchendichter
- Förster, Karl Hermann (1853–1912), deutscher Politiker (SPD), MdR, MdHB
- Forster, Karl-Heinz (1927–2015), deutscher Ökonom und Manager
- Förster, Karl-Heinz (1938–2017), deutscher Mathematiker
- Forster, Karlheinz (1931–2022), deutscher Politiker (SPD), Landrat des Kreises Siegen-Wittgenstein
- Förster, Karlheinz (* 1958), deutscher Fußballspieler
- Förster, Kaspar der Ältere († 1652), Danziger Kapellmeister
- Förster, Kaspar der Jüngere († 1673), Kapellmeister und Komponist in Danzig
- Förster, Katharina (* 1988), deutsche Freestyle-Skierin
- Förster, Kerstin (* 1965), deutsche Ruderin
- Forster, Klaus (1931–2018), deutscher Brigadegeneral, Abteilungsleiter im Bundesnachrichtendienst
- Förster, Klaus (1933–2009), deutscher Steuerfahnder, Rechtsanwalt
- Förster, Konrad (1842–1906), deutscher Reichsgerichtsrat
- Förster, Kurt (1913–2000), deutscher Politiker (SPD), MdA
- Förster, Kurt Georg (1904–1987), deutscher Ingenieur und Baudirektor
- Forster, Kurt W. (1935–2024), Schweizer Architekt, Hochschullehrer, Autor und Architekturtheoretiker

###### Forster, L
- Forster, Lars (* 1993), Schweizer Mountainbiker
- Förster, Linus (* 1965), deutscher Politiker (SPD, parteilos), MdL
- Förster, Lothar (1926–2004), deutscher Schauspieler und Hörspielsprecher
- Forster, Ludwig (1868–1937), bayerischer Konditor, Bürgermeister und Abgeordneter
- Förster, Ludwig (1899–1965), deutscher Landrat
- Förster, Ludwig von (1797–1863), österreichischer Architekt des Historismus
- Förster, Lutz (* 1953), deutscher Balletttänzer und Tanzpädagoge

###### Forster, M
- Forster, Marc (* 1969), deutsch-schweizerischer Filmregisseur und DrehbuchautorMarc Forster (* 1969)

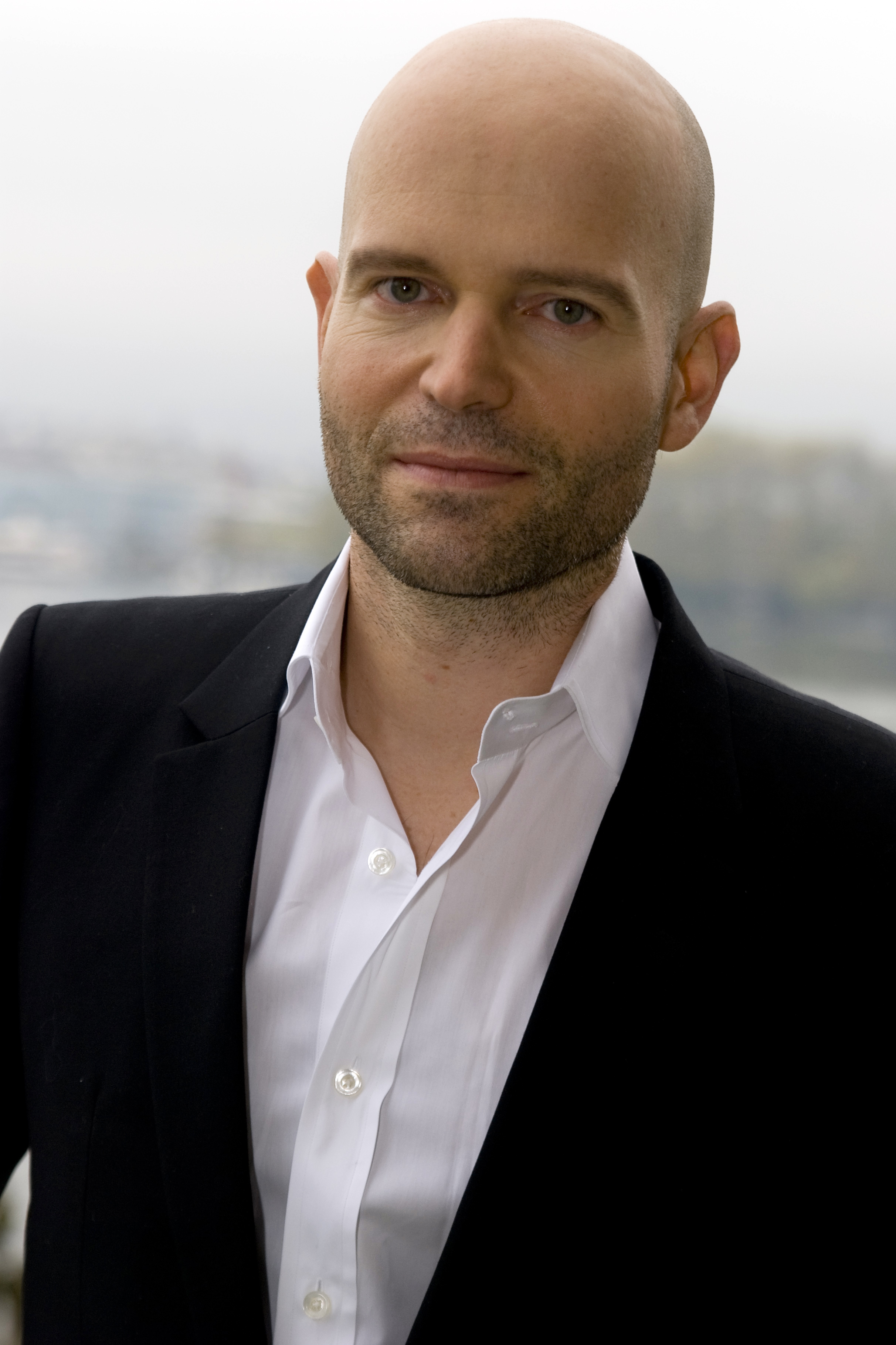
Marc Forster (* 1969)

- Forster, Marc R. (* 1959), US-amerikanischer Historiker
- Förster, Marco (* 1976), deutscher Fußballspieler
- Forster, Margaret (1938–2016), britische Schriftstellerin
- Förster, Marie Laura (1817–1856), deutsche Schriftstellerin
- Forster, Marie Therese (1786–1862), deutsche Erzieherin
- Forster, Mark (* 1983), deutscher PopmusikerMark Forster (* 1983)

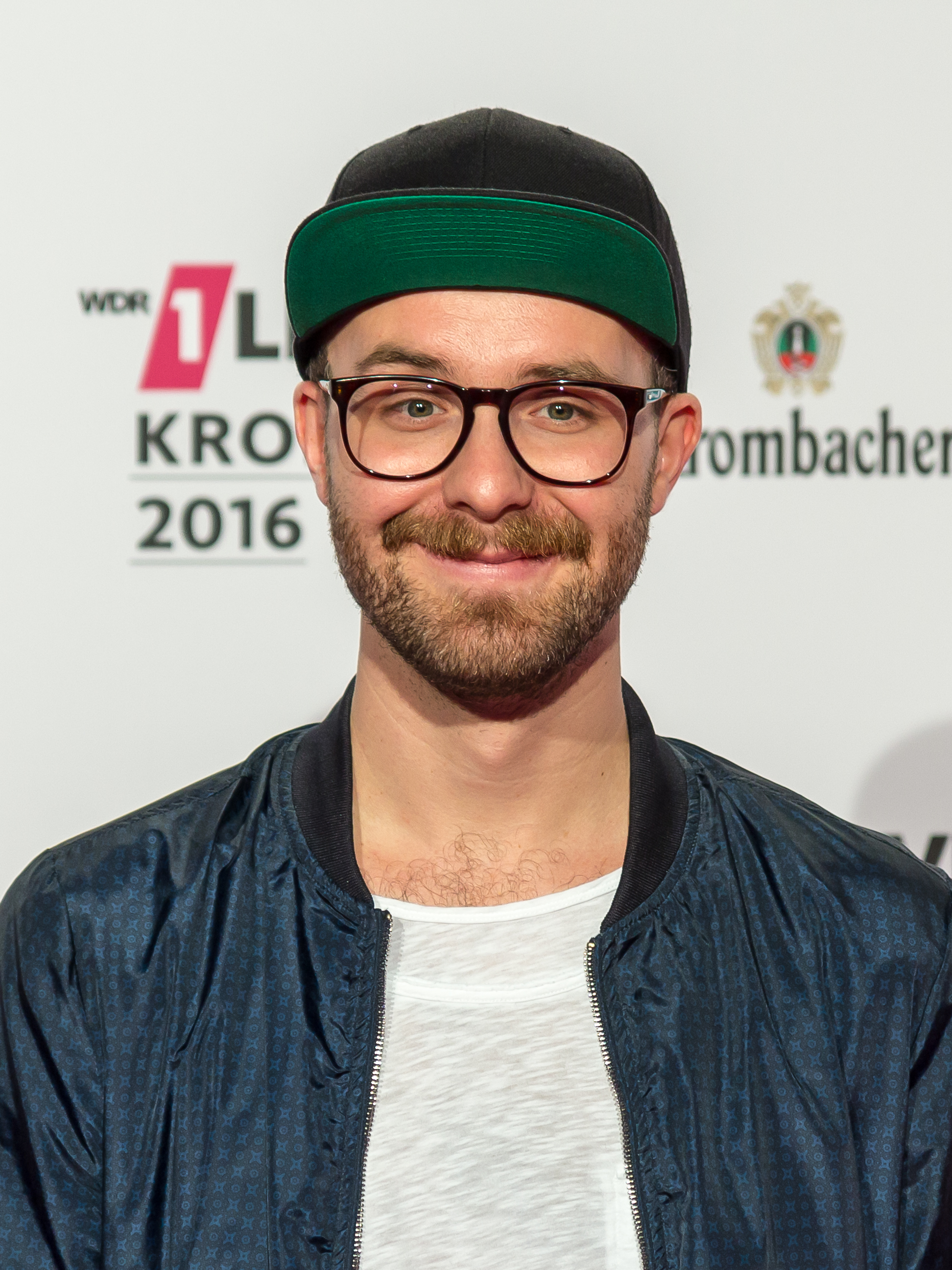
Mark Forster (* 1983)

- Forster, Markus (* 1975), deutscher Triathlet
- Forster, Martin Onslow (1872–1945), britischer Chemiker
- Forster, Matthias (* 1985), deutscher Eishockeyspieler
- Förster, Max (1867–1930), deutscher Bauingenieur, Hochschullehrer und Politiker
- Förster, Max (1869–1954), deutscher Anglist
- Forster, Max (* 1934), Schweizer Bobsportler
- Förster, Max von (1845–1905), deutscher Ingenieuroffizier, Sprengstofftechniker und Unternehmer
- Förster, Maximilian (1799–1881), deutscher Jurist und Politiker
- Forster, Maximilian (* 1990), deutscher Eishockeyspieler
- Forster, Maya (* 1977), Schweizer Schauspielerin und Sängerin
- Forster, Meret (* 1975), deutsche Musikredakteurin
- Förster, Michael (* 1954), deutscher Moderator
- Forster, Michael (* 1967), deutscher Politiker (CDU)
- Forster, Michael Neil (* 1957), US-amerikanischer Philosoph

###### Forster, N
- Forster, Nico (1962–2010), deutscher Manager
- Forster, Nicola (* 1985), Schweizer Politiker (GLP)Nicola Forster (* 1985)

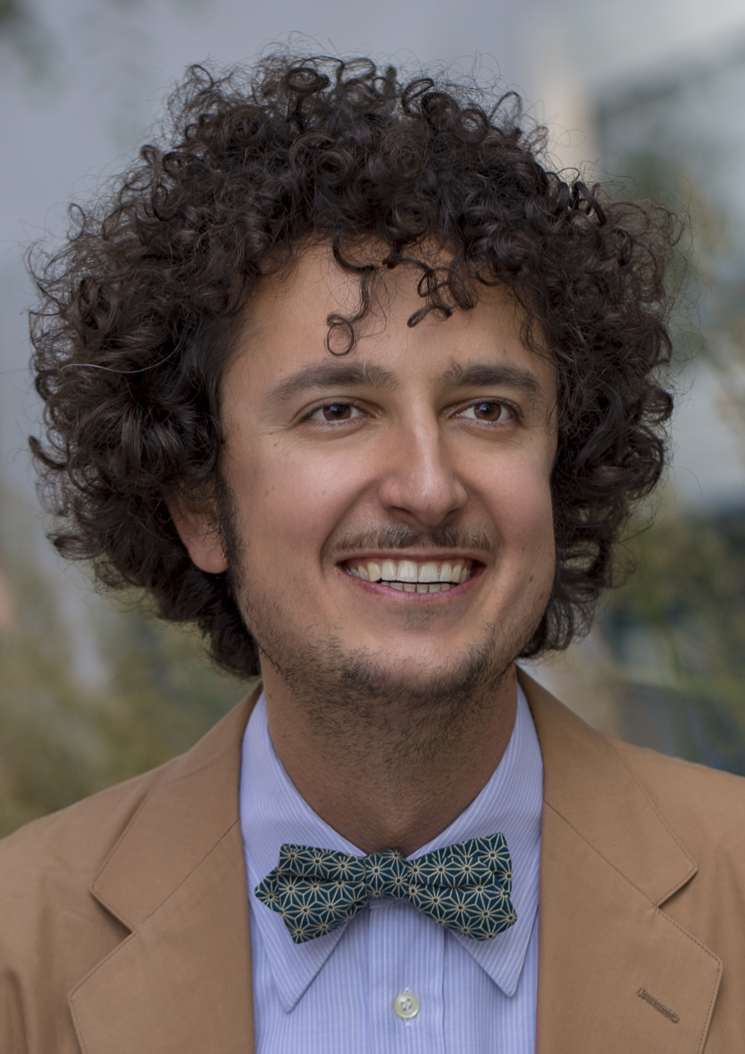
Nicola Forster (* 1985)

- Förster, Nicolaus († 1732), deutscher Buchhändler, Verleger und Drucker
- Förster, Nicole, deutsche Schauspielerin
- Förster, Nikolaus (* 1968), deutscher Journalist, Autor und Unternehmer

###### Forster, O
- Förster, Olaf (* 1962), deutscher Olympiasieger im Rudern
- Forster, Oliver (1925–1999), britischer Diplomat und Regierungsbeamter, Botschafter in Pakistan
- Forster, Oliver (* 1968), deutscher Sportkommentator und -moderator
- Förster, Oswald (1842–1911), deutscher Lehrer und Autor
- Förster, Otto (1891–1979), deutscher Politiker
- Forster, Otto (* 1937), deutscher Mathematiker
- Förster, Otto H. (1894–1975), deutscher Kunsthistoriker und Museumsleiter
- Förster, Otto Werner (1950–2023), deutscher Schriftsteller und Verleger
- Förster, Otto-Wilhelm (1885–1966), deutscher General der Pioniere im Zweiten Weltkrieg

###### Forster, P
- Förster, Paul (1844–1925), deutscher Publizist und Politiker, MdR
- Forster, Peter (1920–1982), britischer Schauspieler
- Förster, Peter (1932–2023), deutscher Pädagoge und Jugendforscher
- Förster, Peter (1939–2018), deutscher Schauspielpädagoge und Intendant des Landestheaters Halle
- Forster, Peter (* 1946), Schweizer Journalist
- Förster, Peter (1961–1990), deutscher Bobfahrer
- Forster, Peter (* 1967), deutscher Genetiker
- Forster, Peter Daniel (* 1981), deutscher Politiker (CSU)Peter Daniel Forster (* 1981)

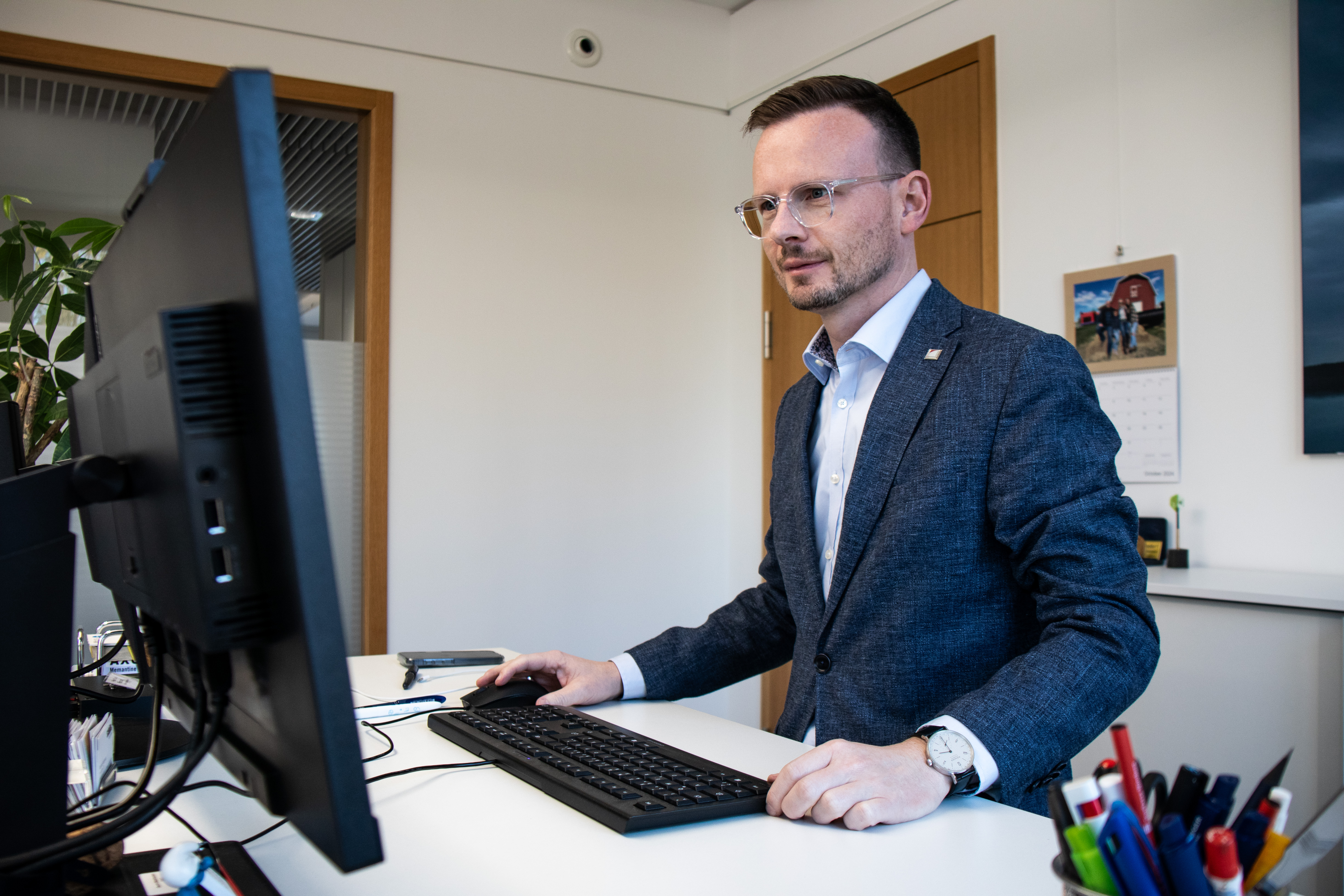
Peter Daniel Forster (* 1981)

- Forster, Peter R. (* 1950), britischer anglikanischer Bischof, Mitglied des House of Lords
- Förster, Philipp (* 1995), deutscher Fußballspieler
- Förster, Philipp Ernst (1618–1658), Hof- und Justizrat und Kanzleidirektor der Grafen zu Stolberg-Wernigerode
- Forster, Piers, britischer Klimaforscher und Hochschullehrer

###### Forster, R
- Forster, Ralf (1961–2020), deutscher Fußballspieler
- Förster, Reinhard (1935–1987), deutscher Geologe und Paläontologe
- Förster, Richard (1825–1902), deutscher Ophthalmologe; Hochschullehrer und Rektor in Breslau
- Forster, Robert (1941–2019), US-amerikanischer FilmschauspielerRobert Forster (1941–2019)

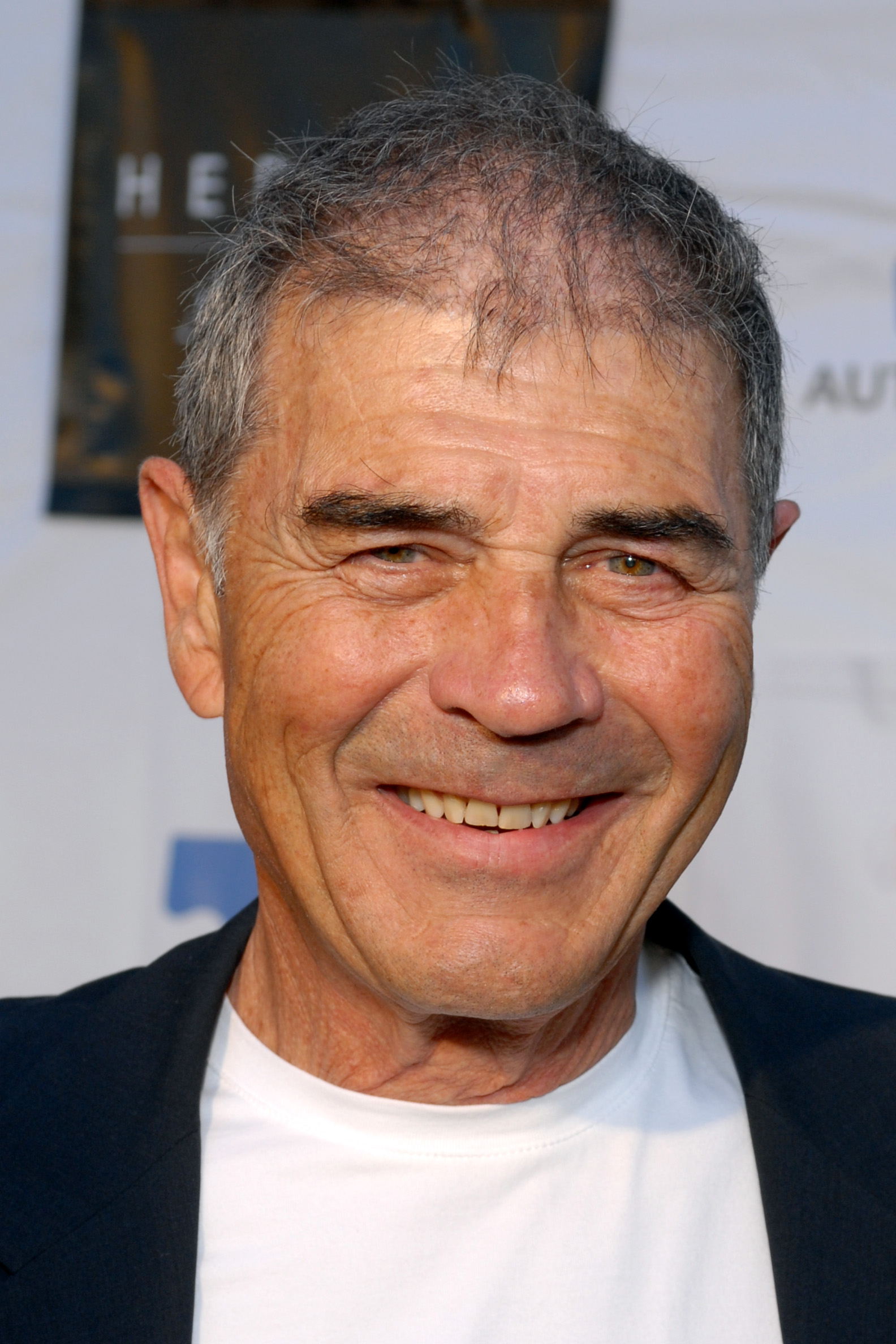
Robert Forster (1941–2019)

- Forster, Robert (* 1957), australischer Sänger und Songwriter
- Förster, Robert (* 1978), deutscher Radrennfahrer
- Förster, Robert von (1913–1984), deutscher Diplomat
- Forster, Rudolf (1884–1968), österreichischer Schauspieler
- Förster, Rudolf (1926–2017), deutscher Fernsehautor, Historiker und Museumsdirektor

###### Forster, S
- Forster, Samuel John (1841–1906), westafrikanischer Händler und Politiker
- Forster, Samuel John (* 1912), gambischer Richter und Fußballfunktionär
- Forster, Sandra (* 1974), deutsche Gastronomin, Kochbuchautorin und Social Entrepreneurin
- Forster, Sarah (* 1993), Schweizer Eishockeyspielerin
- Förster, Sigismund von (1856–1934), preußischer General der Infanterie
- Förster, Sigismund von (1887–1959), deutscher General der Infanterie im Zweiten Weltkrieg
- Förster, Sophie (1826–1899), deutsche Opern-, Konzert- und Bühnensängerin
- Förster, Stefan (* 1950), deutscher Boxer
- Forster, Stefan (* 1958), deutscher Architekt
- Forster, Stefan (* 1971), deutscher Ruderer
- Förster, Stefan (* 1981), deutscher Politiker (FDP), MdA
- Förster, Stig (* 1951), deutscher Historiker
- Forster, Susanne (1941–2023), bayerische Anglistin, Künstlerin und Puppenspielerin
- Förster, Sven (* 1965), deutscher Fußballspieler

###### Forster, T
- Förster, Theodor (1839–1898), deutscher evangelischer Theologe und Superintendent
- Förster, Theodor (1910–1974), deutscher Physikochemiker
- Förster, Thomas (* 1978), deutscher Kameramann
- Forster, Thomas Ignatius Maria (1789–1860), englischer Naturforscher
- Förster, Till (* 1955), deutscher Ethnologe und Hochschullehrer
- Forster, Tobias (* 1973), deutscher Pianist und Komponist
- Förster, Tom (* 2002), deutscher Leichtathlet
- Forster, Toni (* 1957), deutscher Eishockeyspieler

###### Forster, U
- Forster, Ueli (* 1939), Schweizer Textilunternehmer
- Förster, Uzzi (1930–1995), österreichischer Jazzmusiker

###### Forster, V
- Forster, Valentin (1530–1608), deutscher Jurist
- Forster, Valentin Wilhelm (1574–1620), deutscher Jurist
- Forster, Viktória (* 2002), slowakische Leichtathletin

###### Forster, W
- Forster, Walter (1900–1968), österreichischer Drehbuchautor
- Forster, Walter (1910–1986), deutscher Zoologe und Schmetterlingskundler
- Forster, Walter (1917–1996), brasilianischer Schauspieler, Hörfunk- und Fernsehmoderator
- Förster, Walter (* 1936), deutscher Künstler (Maler und Zeichner)
- Forster, Walter von (1915–2002), deutscher Komponist
- Förster, Walther (1886–1946), deutscher Kommunalpolitiker
- Förster, Wieland (* 1930), deutscher BildhauerWieland Förster (* 1930)

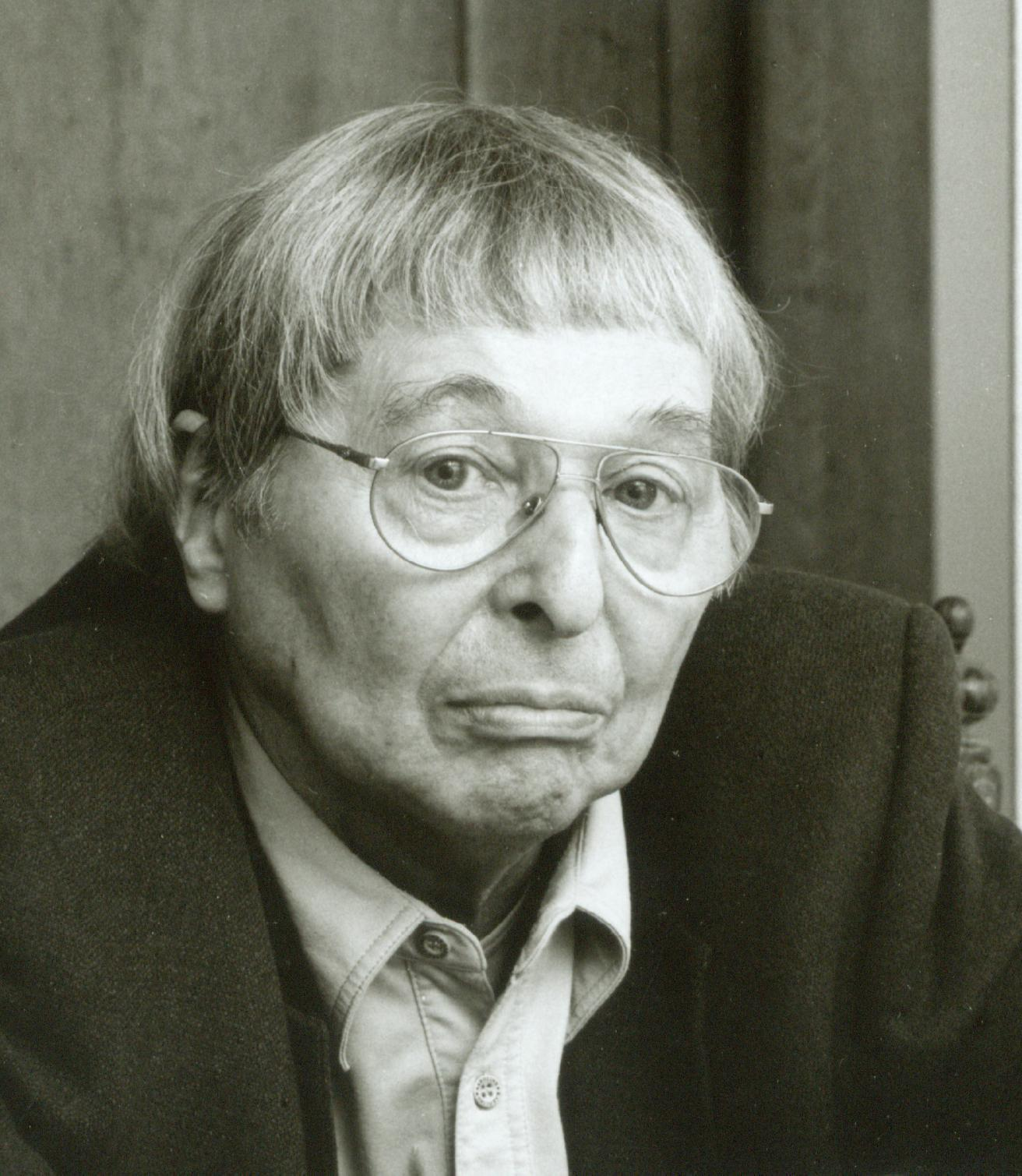
Wieland Förster (* 1930)

- Forster, William (1818–1882), australischer Politiker und Premier von New South Wales
- Forster, William Edward (1818–1886), britischer Politiker der Liberal Party, Unterhausabgeordneter, Bildungsminister, Chief Secretary of Ireland
- Forster, Winnie (* 1969), deutscher Publizist und Spezialist für Computerspiele
- Förster, Wolfgang (* 1953), österreichischer Wohnbauforscher
- Förster, Wolfgang (* 1959), deutscher politischer Beamter (SPD)
- Forster, Wolfgang (* 1966), deutscher Jurist und Hochschullehrer

###### Forster, Y
- Forster, Yvonne (* 1990), deutsche Schauspielerin und Musicaldarstellerin

###### Forster-C
- Forster-Caskey, Jake (* 1994), englischer Fußballspieler

###### Forster-H
- Förster-Heldmann, Hildegard (* 1958), deutsche Politikerin (Bündnis 90/Die Grünen), MdL

###### Forster-L
- Forster-Larrinaga, Robert (1879–1932), deutscher Schauspieler, Regisseur, Schriftsteller und Musiker
- Förster-Ludwig, Heinz (1900–1953), deutscher Schauspieler und Sänger (Tenorbuffo) bei Bühne und Film

###### Forster-N
- Förster-Nietzsche, Elisabeth (1846–1935), Schwester des Philosophen Friedrich Nietzsche

###### Forster-V
- Forster-Vannini, Erika (* 1944), Schweizer Politikerin

###### Forsterl
- Försterling, Alexandra (* 1999), deutsche Golfsportlerin
- Försterling, Björn (* 1982), deutscher Politiker (FDP), MdL
- Försterling, Friedrich (1953–2007), deutscher Psychologe
- Försterling, Friedrich Wilhelm Emil (1827–1872), deutscher sozialdemokratischer Politiker (LADAV)
- Försterling, Horst-Dieter (* 1934), deutscher Chemiker
- Försterling, Karl (1885–1960), deutscher Physiker
- Forsterling, Karsten (* 1980), australischer Ruderer
- Försterling, Otto (1843–1904), deutscher Genre- und Landschaftsmaler
- Försterling, Paul (1899–1949), deutscher Kommunist und Interbrigadist

###### Forsterm
- Förstermann, Ulrich (* 1955), deutscher Arzt und Pharmakologe

###### Forstern
- Forstern, Georg von (1677–1726), deutscher Jurist, Gutsbesitzer, Hof- und Regierungsrat in Sachsen-Gotha-Altenburg, Konsistorialpräses und Autor

#### Forsth
- Forsthoff, Ernst (1902–1974), deutscher Staats- und Verwaltungsrechtler
- Forsthoff, Heinrich (1871–1942), deutscher evangelischer Theologe
- Forsthoff, Helmut (1944–2023), deutscher Jazzsaxophonist (Tenorsaxophon, Altsaxophon, Flöte)
- Forsthuber, Friedrich (* 1963), österreichischer Jurist und Präsident des Landesgericht für Strafsachen WienFriedrich Forsthuber (* 1963)

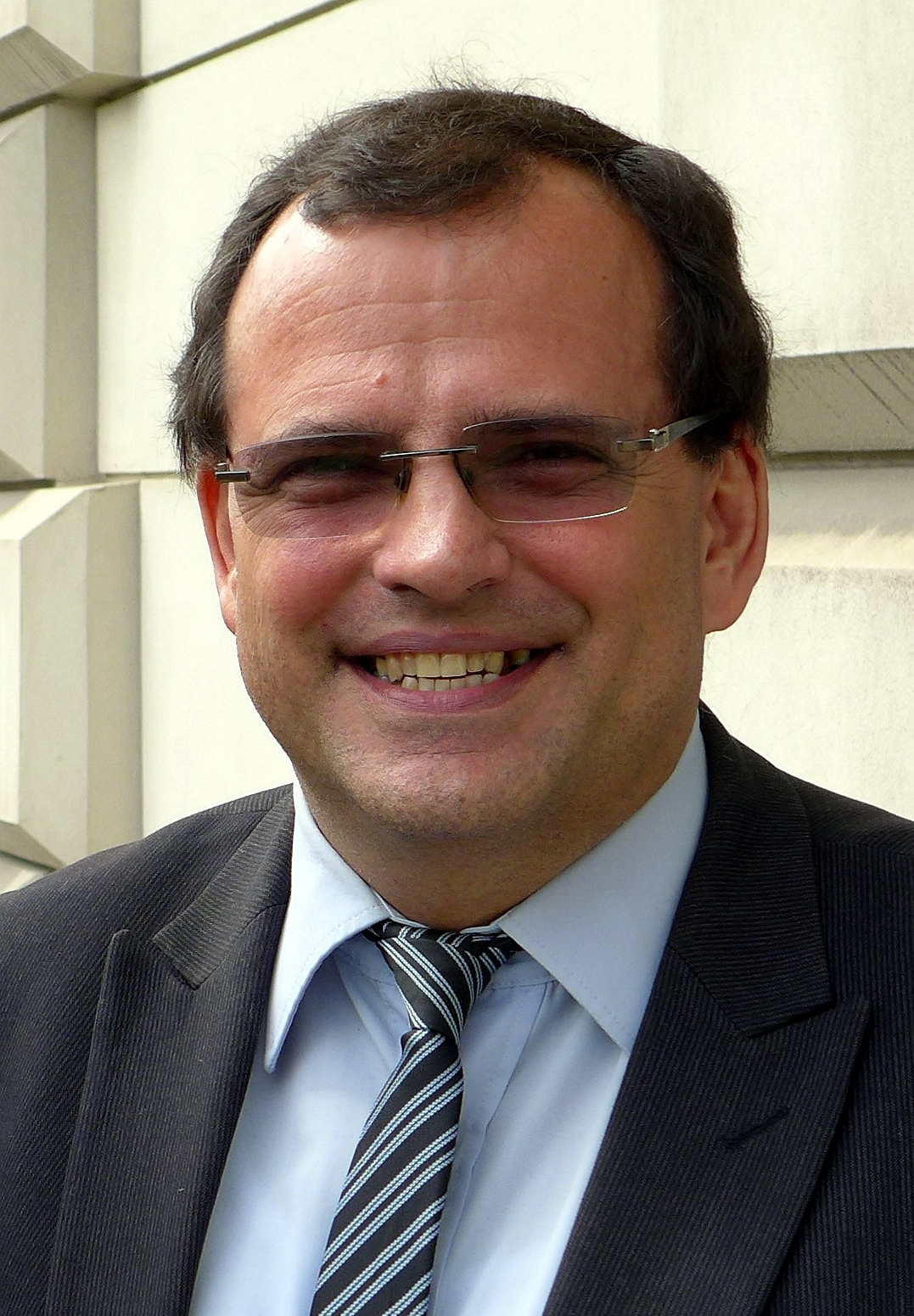
Friedrich Forsthuber (* 1963)

- Forsthuber, Martin (* 1937), österreichischer Politiker (ÖVP), Abgeordneter zum Salzburger Landtag und Bundesrat
- Forsthuber, Rudolf (1899–1953), österreichischer Politiker (SPÖ) und Buchdrucker

#### Forsti
- Forsting, Guido (1960–2015), deutscher Kommunalpolitiker (CDU), ehemaliger Bürgermeister von Wipperfürth
- Forstinger, Monika (* 1963), österreichische Politikerin (FPÖ), Landtagsabgeordnete
- Forstinger, Rudolf, Autor und Herausgeber

#### Forstm
- Forstmann, Albrecht (1891–1957), deutscher Volkswirt und Hochschullehrer
- Forstmann, Arnold (1842–1916), deutscher Landschaftsmaler
- Forstmann, Gustav (1908–1985), deutscher Kapitän zur See der Bundesmarine
- Forstmann, Richard (1877–1951), deutscher Bergbauingenieur und Verbandsfunktionär
- Forstmann, Walter (1883–1973), deutscher U-Bootkommandant des Ersten Weltkrieges
- Forstmeier, Friedrich (1916–1984), deutscher Marineoffizier und Militärhistoriker
- Forstmeier, Simon (* 1973), deutscher Hochschullehrer und Psychologe
- Forstmeister, Amalia von († 1541), Benediktinerinnenäbtissin
- Forstmeister, Kaspar († 1529), württembergischer Jurist, Hochschullehrer und Rektor
- Forstmeyer, Alfred (1902–1989), deutscher Heimatforscher, Ingenieur und Ministerialrat
- Forstmeyer, Andreas Ehrenfried (1732–1787), Musiker
- Forstmeyer, David Andreas (1707–1771), Musiker
- Forstmeyer, David Andreas der Jüngere (* 1753), Musiker
- Forstmeyer, Georg Christian (1740–1804), Musiker
- Forstmoser, Peter (* 1943), Schweizer Rechtswissenschaftler

#### Forstn
- Forstner van Dambenoy, Hendrik (1792–1870), niederländischer Politiker und Generalleutnant
- Forstner von Dambenoy, Georg Ferdinand (1764–1836), deutscher Standesherr, Landtagsabgeordneter und Landwirtschaftspionier
- Förstner, Anna Maria (1948–2022), deutsche Politikerin (SPD), MdL
- Forstner, Armin (* 1971), österreichischer Politiker (ÖVP), Mitglied des Bundesrats
- Forstner, August (1876–1941), österreichischer Politiker (SPÖ), Landtagsabgeordneter, Abgeordneter zum Nationalrat
- Forstner, Benjamin (1834–1897), nordamerikanischer Büchsenmacher und Erfinder
- Forstner, Christian (* 1975), deutscher Physiker und Wissenschaftshistoriker
- Forstner, Christoph (1598–1667), deutscher Politikwissenschaftler, Historiker und Politiker
- Förstner, Clara Johanna (1850–1907), deutsche Schriftstellerin
- Forstner, Dorothea (1884–1969), Benediktinerin und Autorin
- Forstner, Ernst von (1869–1950), deutscher General der Infanterie
- Forstner, Friedrich von (1822–1869), preußischer Landrat und Regierungsrat
- Forstner, Georg-Günther von (1882–1940), deutscher Marineoffizier und Autor
- Forstner, Günter von (1893–1915), deutscher Leutnant
- Forstner, Heribert (1936–2020), österreichischer Beamter, Jurist und Autor
- Forstner, Karl (1928–2018), österreichischer Bibliothekar und Historiker
- Forstner, Karl August (1843–1915), österreichischer Pfarrer und Erzähler
- Forstner, Karl von (1790–1857), preußischer Generalmajor
- Forstner, Karl von (1800–1882), preußischer Generalmajor
- Forstner, Kurt von (1882–1962), deutscher Offizier und Autor
- Forstner, Leopold (1878–1936), österreichischer Mosaik- und Glaskünstler des Jugendstils
- Förstner, Lucien (* 1987), deutscher Regisseur und Drehbuchautor
- Forstner, Martin (* 1940), deutscher Orientalist und Hochschullehrer
- Forstner, Patrick (* 1993), österreichisch-thailändischer Eishockeyspieler
- Forstner, Renate (* 1977), deutsche Triathletin
- Forstner, Thomas (* 1969), österreichischer SängerThomas Forstner (* 1969)

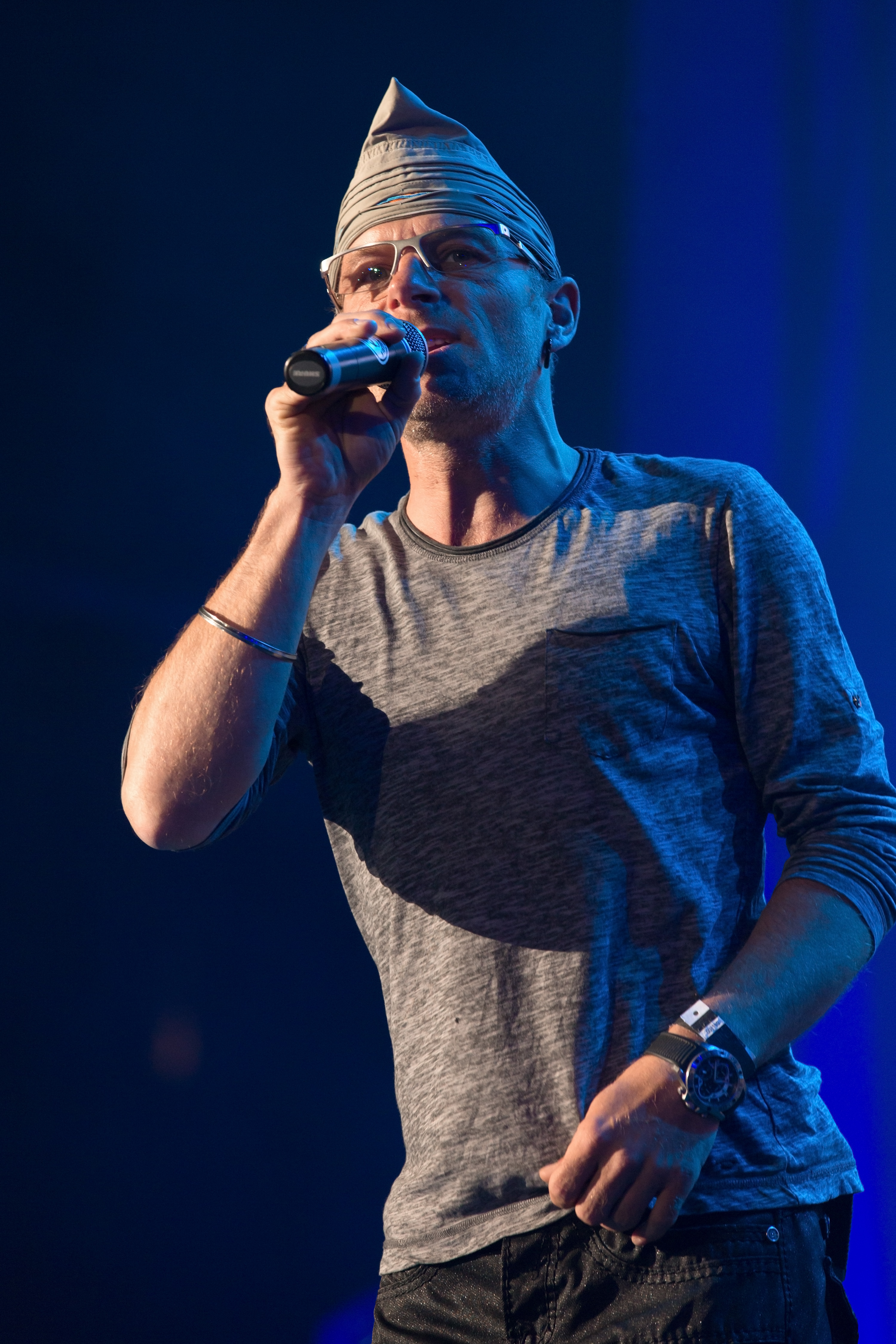
Thomas Forstner (* 1969)

- Förstner, Ulrich (* 1940), deutscher Forscher für Umweltschutztechnik
- Förstner, Wolfgang (* 1946), deutscher Geodät
- Forstner-Müller, Irene (* 1968), österreichische Ägyptologin
- Forstnerič, Franc (* 1958), slowenischer Mathematiker

#### Forstr
- Forstreiter, Erich (1897–1963), österreichischer Historiker und Landesarchivar
- Forstreuter, Adalbert (1886–1945), deutscher Schuldirektor und Autor
- Forstreuter, Hans (1890–1978), deutscher Lehrer, Sportpädagoge und Autor
- Forstreuter, Hedwig (1890–1967), deutsche Journalistin und Schriftstellerin
- Forstreuter, Kurt (1897–1979), deutscher Archivar und Historiker
- Forstreuter, Siegfried (1914–1944), deutscher Widerstandskämpfer
- Forstreuter, Walter (1889–1960), deutscher Manager

### Forsy
- Forsyth, Alastair (* 1976), schottischer Golfsportler
- Forsyth, Alex (1955–2024), kanadischer Eishockeyspieler
- Forsyth, Alexander, schottischer Apparatebauindustrieller
- Forsyth, Alexander John (1769–1843), schottischer Geistlicher und Erfinder
- Forsyth, Allison (* 1978), kanadische Skirennläuferin
- Forsyth, Amanda (* 1966), kanadische CellistinAmanda Forsyth (* 1966)

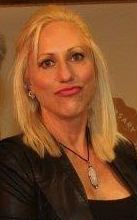
Amanda Forsyth (* 1966)

- Forsyth, Amy (* 1995), kanadische Filmschauspielerin
- Forsyth, Andrew Russell (1858–1942), britischer Mathematiker
- Forsyth, Bill (* 1946), schottischer Regisseur und Drehbuchautor
- Forsyth, Brigit (1940–2023), britische Schauspielerin
- Forsyth, Bruce (1928–2017), britischer Entertainer, Fernsehmoderator und Schauspieler
- Forsyth, Charles (1885–1951), britischer Wasserballspieler
- Forsyth, Craig (* 1989), schottischer Fußballspieler
- Forsyth, David (1854–1909), schottischer Schachspieler
- Forsyth, Donald W. (* 1949), US-amerikanischer Geophysiker und Seismologe
- Forsyth, Donelson R. (* 1953), amerikanischer Sozialpsychologe
- Forsyth, Douglas David (* 1896), südafrikanischer Beamter und Manager
- Forsyth, Frederick (1938–2025), britischer SchriftstellerFrederick Forsyth (1938–2025)

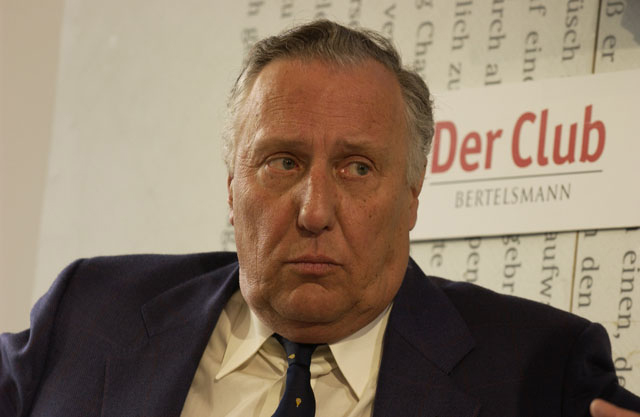
Frederick Forsyth (1938–2025)

- Forsyth, Gemma (* 1989), australische Schauspielerin und Tänzerin
- Forsyth, George (* 1982), peruanischer Fußballtorwart
- Forsyth, James William (1834–1906), US-amerikanischer Militär, verantwortlich für das Massaker von Wounded Knee
- Forsyth, John (1780–1841), US-amerikanischer Politiker
- Forsyth, Kate (* 1966), australische Schriftstellerin und Dichterin
- Forsyth, Katherine (* 1967), schottische Historikerin
- Forsyth, Malcolm (1936–2011), südafrikanisch-kanadischer Posaunist, Komponist, Dirigent und Musikpädagoge
- Forsyth, Michael (* 1954), britischer Politiker, Unternehmer, Bankmanager und Politiker, Mitglied des House of Commons
- Forsyth, Robin (* 1981), australisch-südafrikanischer Eishockeyspieler
- Forsyth, Rosemary (* 1943), US-amerikanische Schauspielerin
- Forsyth, Tim (* 1973), australischer Hochspringer
- Forsyth, Tom (1949–2020), schottischer Fußballspieler
- Forsyth, William (1737–1804), englischer Gärtner und Botaniker
- Forsyth, William J. (1854–1935), US-amerikanischer Maler
- Forsythe, Albert P. (1830–1906), US-amerikanischer Politiker
- Forsythe, Alexandra Illmer (1918–1980), US-amerikanische Informatikerin
- Forsythe, Edwin B. (1916–1984), US-amerikanischer Politiker
- Forsythe, George E. (1917–1972), US-amerikanischer Mathematiker
- Forsythe, George I. (1918–1987), US-amerikanischer Offizier, Generalleutnant der US-Army
- Forsythe, John (1918–2010), US-amerikanischer Film- und Fernsehschauspieler
- Forsythe, Lori (* 1959), US-amerikanische Beachvolleyballspielerin
- Forsythe, Rebecca (* 1990), US-amerikanische Filmschauspielerin
- Forsythe, Robert (* 1949), US-amerikanischer Ökonom
- Forsythe, William (* 1949), US-amerikanischer Tänzer und Choreograf
- Forsythe, William (* 1955), US-amerikanischer SchauspielerWilliam Forsythe (* 1955)

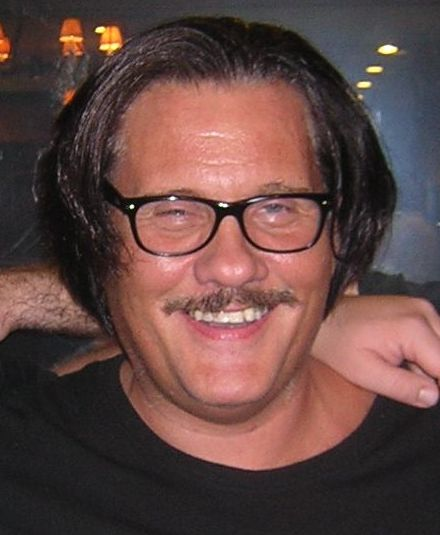
William Forsythe (* 1955)